# Sumeri
I Sumeri sono considerati la prima civiltà urbana (assieme a quella dell'antico Egitto e della valle dell'Indo), vissuta a sud della Mesopotamia (l'odierno Iraq sud-orientale), tra il IV e il III millennio a.C.

## Origine del nome
Fu Julius Oppert, in una lezione tenuta nel 1869 alla sezione etnografica e storica della Société française de numismatique et d'archéologie, ad attribuire a questa popolazione non semitica l'appellativo di "Sumeri" e ciò sulla base del titolo regale "Re di Sumer e Akkad".
I Sumeri chiamavano sé stessi ùĝ saĝ gíg ga ([uŋ saŋ ɡi ɡa]), "la gente dalla testa nera" e la loro terra Ki-en-gir, "terra dei signori civilizzati" o secondo altri autori "terra della lingua civile". La parola accadica Šumer (Sumer), utilizzata dagli Accadi per indicare la terra dei Sumeri rappresenta, forse, lo stesso concetto, ma non è comunque noto perché gli Accadi abbiano chiamato questa terra in tal modo. Il biblico shinar, l'egizio sngr e l'ittita šanhar(a) potrebbero essere delle varianti occidentali per la parola šumer. La Bibbia dei Settanta a sua volta rende il nome Shinar come Sennaar in greco.

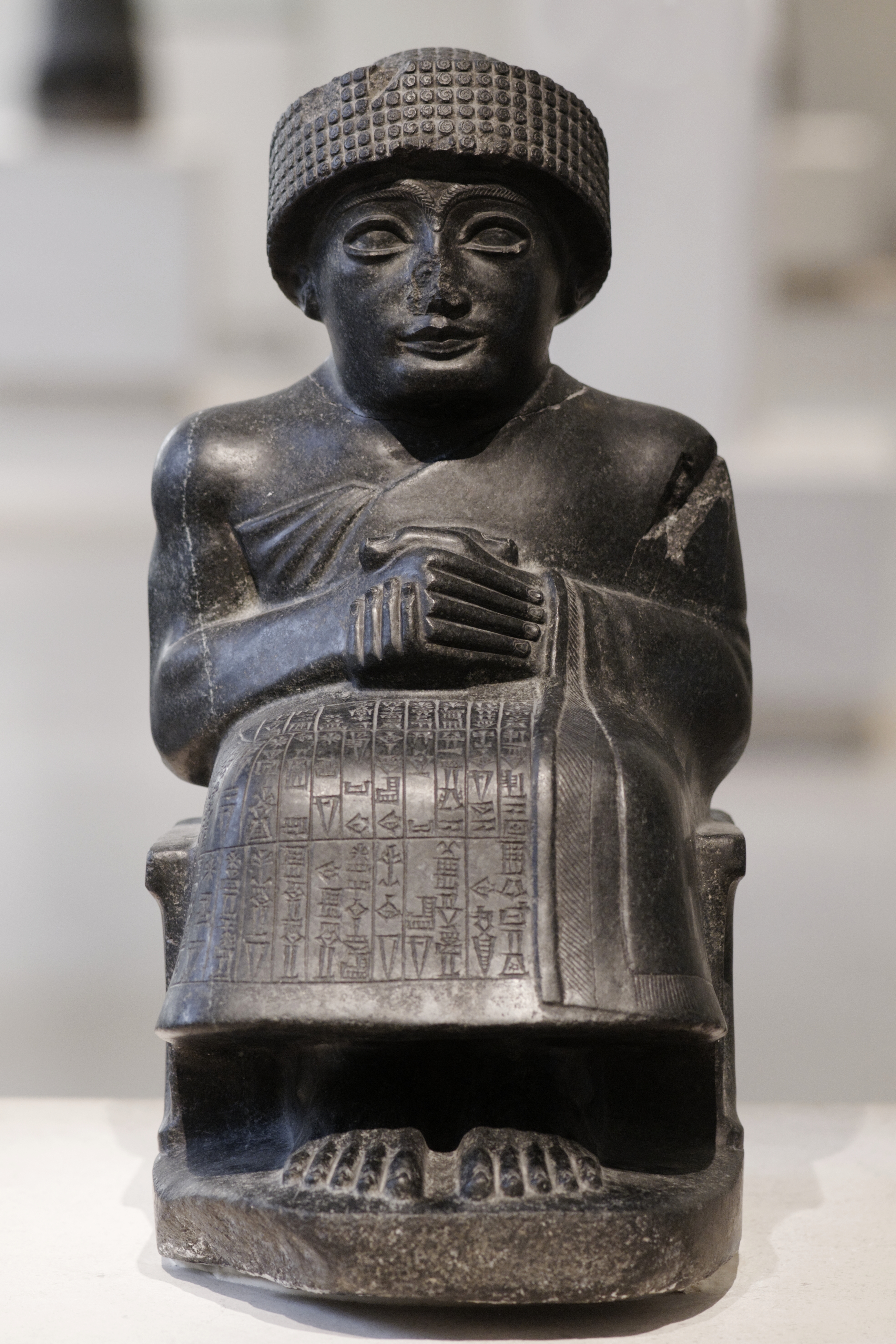
Gudea seduto, statua seduta in diorite dedicata al dio Ningishzida e raffigurante Gudea, principe neo-sumerico di Lagash (2120 a.C.), ritrovata tra le rovine di Girsu (Iraq meridionale), Louvre

## Ipotesi sull'origine e l'emigrazione
La terra di origine dei Sumeri resta ancora oggi sconosciuta ma, quasi sicuramente, non erano una popolazione di stirpe semitica. Oltre a questo è ben noto che essi non furono né il primo né l'unico popolo ad abitare le terre fra il Tigri e l'Eufrate, ma che presero il posto, o meglio si integrarono, con le fasi culturali di Ubaid e di Uruk, che già avevano raggiunto un discreto sviluppo tecnologico e organizzativo.
Verso l'8000 a.C., alcuni cacciatori nomadi dei monti Zagros impararono a coltivare il frumento e ad allevare ovini. Sorsero così i primi villaggi, fatti di semplici case di fango e paglia. Attorno al 5000 a.C. impararono a costruire argini e canali e a prosciugare acquitrini. Dopo il 4000 a.C. alcuni villaggi della zona erano divenuti popolosi. In ognuno di essi gli abitanti costruirono un tempio per onorare il loro dio protettore. Un re, che era anche sacerdote, si occupava del culto e della difesa militare. Erano così nate le prime città.
Per quanto riguarda il luogo di provenienza dei proto-sumeri, esistono varie teorie. Prove archeologiche attorno al 4000 a.C. indicano come luogo originario ("Urheimat") i monti a nord della Mesopotamia (monti Zagros), nell'altopiano iranico, vicino all'attuale confine con la Turchia. Attorno al 3500 a.C. questa popolazione sarebbe scesa dai monti per occupare la bassa Mesopotamia, alla confluenza del Tigri e l'Eufrate. Altri studiosi hanno invece individuato somiglianze fra la lingua sumerica e gli antichi dialetti turchi e le lingue indocinesi, mentre alcune allusioni letterarie sembrerebbero invece indicare che provenissero dal mare. Nonostante la mole delle ricerche approfondite già compiute, l'origine resta ancora incerta.
Tuttavia, ha poco senso chiedersi quando i proto-sumeri arrivarono in Mesopotamia, anche per il fatto che non si è sicuri che il loro "arrivo" sia stato un fenomeno migratorio precisamente databile. Molto più probabilmente si trattò di un'infiltrazione graduale e lenta che, come detto, portò all'integrazione con le culture locali; etichettare come "sumerica" la successiva cultura che ne originò è legittimo, pur sempre ricordando che essa si formò mediante un processo di etnogenesi da più complessi culturali integrati, come sembra indicare l'analisi del lessico sumerico: ad esempio, i nomi delle città sumeriche non hanno senso nella lingua sumerica e invece presentano analogie con i nomi delle città della Mesopotamia settentrionale, corrispondenti alla civiltà di Ubaid. Molti termini relativi alle funzioni produttive di base (ad esempio i vocaboli che si riferiscono alla fabbricazione della birra, l'agricoltura, il cuoio, le costruzioni ecc.) non sono di origine sumerica, ma da attribuirsi ad una lingua di sostrato, con probabili connessioni nell'area iranica, mentre vocaboli che si riferiscono a funzioni più specialistiche e di tipo direttivo-amministrativo sono di chiara origine sumerica. Ad esempio sono di origine sumerica vocaboli inerenti all'allevamento, alla navigazione, alla scultura, all'educazione e al diritto (le tavolette riportano i più antichi contratti di compravendita, registrati presso il tempio, con prezzo in mine d'argento, altre ci dicono che la stele di Hammurabi non è la prima raccolta di leggi, ma c'erano già state quelle di Ur-Nammu e di Lipit-Ishtar, che tratta la donazione e la successione). Infine molte altre parole relative alle funzioni di mobilità e controllo sono di origine semitica.
Schematizzando, i Sumeri, dopo il loro arrivo, si ritrovano a convivere e ad integrarsi con due popolazioni: i Semiti, che erano più rilevanti nelle zone del nord, e una popolazione di sostrato autoctona non sumerica. I Sumeri si stabilirono soprattutto nella bassa Mesopotamia, territorio dove sorsero le loro maggiori città.

## La Mesopotamia
La particolarità di questa regione è costituita dai due fiumi, il Tigri e l'Eufrate, da cui deriva il nome che infatti vuol dire "terra in mezzo ai fiumi" che la attraversano fino a congiungersi nella zona paludosa in prossimità della foce. Il corso di questi due fiumi si è modificato nel corso dei millenni, soprattutto per l'Eufrate che si è spostato verso occidente. In questa regione le piogge sono a carattere stagionale e ciò comporta inondazioni in inverno e in primavera, intervallate da lunghi periodi di siccità, durante i quali i due fiumi possono rimanere in secca. Il problema dell'acqua fu quindi una delle maggiori preoccupazioni per il popolo sumerico e di conseguenza una delle principali cause all'origine degli scontri fra le varie città mesopotamiche.
L'etimologia deriva da mesòs potamòs, termini greco antichi che ricalcano i termini mesopotamici probabilmente al tempo degli akkadi:
mesòs = metà;  potamos = fiume lento a bassa pendenza, di pianura, ricco di limi e canneti, termine che si contrappone all'indoeuropeo bach che significa il suo opposto, cioè torrente su rocce ad alta pendenza, termine da B + ach = acqua

## La nascita delle città-stato
A partire dal periodo protodinastico (circa 2900 a.C.) i Sumeri erano divisi in varie città-stato indipendenti e autosufficienti sorrette da una monarchia assoluta, che esercitavano il loro potere su un territorio di circa 30 km di diametro e i cui confini erano solitamente definiti da canali. I due edifici più importanti di ogni città erano il tempio, solitamente dedicato ad uno specifico dio, e un "palazzo", sede del potere "statale".
La centralità del tempio è evidente fin dagli esordi della civiltà sumerica (periodo di Uruk; circa 3500 a.C.), essendo inizialmente sia centro religioso che economico ed organizzativo. In particolare nel tempio, oltre alle cerimonie religiose, venivano raccolte ed amministrate le eccedenze alimentari grazie alla presenza di magazzini, archivi ed ambienti di lavoro. A partire dal periodo proto-dinastico, il tempio, però, inizia a perdere il suo ruolo centrale per quanto concerne il potere decisionale ed organizzativo a favore del palazzo, nonostante continui a mantenere le sue funzioni religiose e anche quelle economiche. Questo fu un avvenimento di grande importanza: da una classe dirigente "sacerdotale", tendenzialmente "anonima" in quanto rappresentante del dio e che quindi non necessitava di legittimazione, si passò ad una classe dirigente "laica", che aveva invece la necessità di legittimare e affermare il proprio potere di fronte agli occhi del popolo e agli altri pretendenti al potere.
Le città sumeriche (la più grande era Uruk le cui dimensioni superavano di gran lunga Atene dell'età di Pericle; perciò è stata la prima metropoli a vocazione commerciale e proto industriale per le fonderie di metallo organizzate a catena di montaggio)  entrarono ben presto in competizione, soprattutto per il controllo e l'amministrazione della rete dei canali, indispensabili per drenare le acque in eccesso e al tempo stesso distribuirle alle zone più lontane. La costruzione di un nuovo canale o la deviazione di un tratto di canale "a monte" andava, ovviamente, ad influire su quelli "a valle", con ingenti ripercussioni per le varie città. I primi canali a carattere locale vennero costruiti già nell'epoca di Ubaid, ma è solo dal IV millennio a.C. che si assiste ad opere più ingenti, che collegano più città permettendo lo sviluppo del trasporto fluviale.
Le varie città-stato, controllavano un territorio che si estendeva anche al di fuori delle mura, integrando i villaggi circostanti. La popolazione dei villaggi doveva contribuire all'accumulazione degli alimenti cedendo una parte della produzione agricola e fornire mano d'opera (corvée) oltre che militare in caso di bisogno.
Ma il punto più importante delle città era la ziqqurat, una grandissima torre a più piani sulla cui cima si trovava un tempio, che di giorno veniva usato dai sacerdoti per le celebrazioni del culto degli dei, mentre di notte era utilizzato come osservatorio astronomico; la base della ziqqurat era invece utilizzata come magazzino per conservare il cibo e le risorse della città.

## Le datazioni
Innanzitutto è necessario sottolineare che tutte le datazioni, soprattutto le più antiche, sono approssimative. Fino a metà del II millennio a.C. si conserva ancora un buon grado d'approssimazione (circa 10-15 anni), mentre oltre questa soglia le date diventano molto più imprecise e le più antiche possono variare anche di un millennio. La difficoltà di datazione sta nel fatto che il metodo utilizzato (il metodo del carbonio-14) non è lineare, nel senso che il tasso di riduzione progressiva del C-14 non è stato omogeneo nel tempo. Negli ultimi anni, grazie all'applicazione della dendrocronologia, è stato possibile studiare le fluttuazioni di C-14 avvenute nel tempo, permettendo di ricalibrare le date. Ad esempio, un campione risalente al tardo Ubaid, utilizzando la cosiddetta lower half-life ("cronologia breve"), viene datato al 4133 a.C., mentre adottando la higher half-life ("cronologia lunga"), la datazione si sposta al 4322 a.C. e addirittura al 5072 a.C. adottando la calibratura. Siccome gli studi di ricalibratura sono ancora in atto, convenzionalmente viene ancora utilizzata la "cronologia breve".

### Cronologia
Segue una breve cronologia dell'area riguardante la bassa Mesopotamia, che copre il periodo di tempo durante il quale si è originata, sviluppata ed è decaduta la civiltà sumerica.
- Periodo di Ubaid (4500-3500 a.C.)
  - Antico Ubaid (4500-4000)
  - Tardo Ubaid (4000-3500)
- Periodo di Uruk (3500-3100)
  - Antico Uruk (3500-3300)
  - Tardo Uruk (3300-3100)
- Gemdet Nasr (3100-2900)
- Periodo proto-dinastico
  - Periodo proto-dinastico I (2900-2750)
  - Periodo proto-dinastico II (2750-2600)
  - Periodo proto-dinastico IIIa (2600-2450)
  - Periodo proto-dinastico IIIb (2450-2350)
- Impero di Akkad (2350-2200)
- Periodo dei Gutei (2200-2120)
- Periodo di Ur III (2120-2000)
- "amorreizzazione" della Mesopotamia (2000)

## Storia dei Sumeri
Non è semplice riassumere le vicende storiche che hanno caratterizzato la civiltà sumerica, soprattutto per le fasi più antiche. In primo luogo perché (almeno inizialmente) non è mai esistito un vero e proprio stato sumerico, ma solamente varie città-stato indipendenti che lottavano fra loro, nonostante fossero legate da una base culturale comune; in secondo luogo per la scarsità di fonti archeologiche e testi scritti, oltre alla difficoltà nel condurre gli scavi in luoghi ancora oggi poco sicuri.

### Periodo di Ubaid
Le principali innovazioni tecnologiche e socio-culturali che caratterizzano la civiltà sumerica, fra cui l'urbanizzazione, non sono state portate con sé dai Sumeri, ma progressivamente elaborate sul posto a contatto con le culture locali. Esistevano vari complessi culturali in Mesopotamia precedenti l'arrivo dei Sumeri, che probabilmente giunsero in quel lasso di tempo che va dall'inizio del periodo di Ubaid alla fine del periodo di Uruk.
Il processo di urbanizzazione inizia nel cosiddetto periodo di Ubaid (circa 4500-3500 a.C.). I centri principali in questa fase sono soprattutto: Eridu e Ur nel profondo sud mesopotamico. Questa fase si caratterizza dunque per una generale tendenza alla centralizzazione che porterà alla nascita di aggregati socioeconomici e politici molto più complessi dei precedenti villaggi neolitici che caratterizzavano le culture anteriori; questo porterà, ad esempio, alla costruzione dei primi canali che permettono di controllare le piene e ridistribuire l'acqua. Inoltre sin dal 3800 a.C. i Sumeri costruirono case, palazzi e edifici religiosi con mattoni di argilla rinforzata con canne, rendendo in questo modo più solide le costruzioni.

### Periodo di Uruk
Attorno al 3500 a.C. si conclude il periodo di Ubaid e inizia il periodo di Uruk (circa 3500 a.C.-3100 a.C.). Non c'è una rottura tra queste due fasi, in quanto lo sviluppo tecnologico e organizzativo prosegue sulla stessa linea, ma vi è un mutamento nel tipo di ceramica distintivo del periodo (da ceramica dipinta ad una di tipo lustrato). In questa fase il sito guida si trova sempre nel sud della Mesopotamia, ma passa dalla città di Eridu, ad Uruk, mentre nel nord assume un ruolo primario Tepe Gawra. Il periodo di Uruk segna l'ormai avvenuto passaggio alla città; le prove di questo sono varie: la cinta muraria di Uruk che si sviluppa su una lunghezza di 9 km, l'uso dei calculi (strumenti per la gestione contabile), la produzione massiccia di ceramica ottenuta attraverso torni e stampi che indica una richiesta molto forte da parte di committenti extrafamiliari. È sempre in questo periodo che il "tempio", assieme alle sue strutture economiche e dirigenziali, conosce un potenziamento che lo porterà, per ora, a divenire il principale centro di potere (risalgono a questo periodo i primi importanti resti templari delle città di Uruk, Ur e Tepe Gawra).
Questo lungo processo, spesso denominato "rivoluzione urbana", porta a vasti mutamenti dal punto di vista demografico, tecnologico e socioeconomico. Sebbene le città del nord e del sud della Mesopotamia raggiungano lo stesso livello tecnico e organizzativo, quelle meridionali sono avvantaggiate grazie ad uno sviluppo agricolo più intenso, garantito dai vasti territori pianeggianti drenati attraverso l'uso dei canali. Semplificando, l'accumulo di eccedenze alimentari consente un aumento demografico e l'origine delle città significa anche origine dello Stato con l'ovvia nascita di una dirigenza politica e di altre figure specialistiche che portano a una più netta stratificazione socioeconomica. Agli sviluppi socioeconomici, si affiancano quelli tecnici e culturali: la presenza di committenti pubblici (il palazzo e il tempio) assicurano una grande quantità di lavoro che porta a far prevalere la quantità sulla qualità e quindi allo sviluppo di nuove tecniche lavorative. L'aumento degli scambi commerciali porta ad un uso più frequente del metallo, soprattutto rame e, verso la fine del periodo di Uruk, anche del bronzo. Ma l'aumento degli scambi commerciali fa anche sorgere la necessità, da parte del tempio e del palazzo, di garantire la correttezza delle operazioni e di mantenere un archivio degli scambi e delle spese, portando in questo periodo alla nascita della scrittura cuneiforme, da molti ritenuta la prima vera forma di scrittura.

### Periodo proto-dinastico: l'affermazione della città e i primi re
Con il periodo proto-dinastico si entra ufficialmente nella Storia propriamente detta, grazie alla presenza di una documentazione scritta. Questa è scarsa e solamente di carattere amministrativo nel primo periodo (Proto-Dinastico I; circa 2900-2750 a.C.), mentre diviene più consistente e anche di carattere storico-politico nelle fasi successive (Proto-Dinastico II-III; circa 2750 a.C.-2350 a.C.).
Dopo una prima fase dominata dalla città di Uruk (periodo di Gemdet Nasr; circa 3100-2900 a.C.) e la parentesi recessiva del Proto-Dinastico I, le varie città dell'alluvio mesopotamico ebbero uno sviluppo demografico, economico e militare simile, divenendo vere e proprie città-stato indipendenti in perenne lotta fra loro: a sud Uruk, Ur, Eridu, leggermente più ad est Lagash e Umma, in zona centrale Adab, Shuruppak e Nippur, a nord Kish, Eshnunna e Mari..
Nella prima fase del Proto-Dinastico il tempio continua ad essere il principale luogo di potere e ogni città ha una propria divinità protettrice. Ma si assiste anche alla nascita di nuove forme di religiosità, con l'affermarsi di varie divinità e la costituzione di pantheon specifici per ogni città. Dal Proto-Dinastico II compaiono però, come già detto, i primi palazzi, che testimoniano il passaggio a nuove forme di governo che si liberano, in parte, del giogo templare.
Le città sumeriche entrarono ben presto in competizione, soprattutto per il controllo e l'amministrazione della rete dei canali, indispensabili per drenare le acque in eccesso e al tempo stesso distribuirle alle zone più lontane. La costruzione di un nuovo canale o la deviazione di un tratto di canale "a monte" andava, ovviamente, ad influire su quelli "a valle", con notevoli ripercussioni per le varie città.

Una fonte molto importante per ricostruire le prime dinastie è la "lista reale sumerica", sebbene non sia del tutto attendibile per le dinastie più antiche, da un lato per la sua parzialità nelle scelte delle dinastie da rappresentare, dall'altro perché dinastie coeve vengono spesso poste in successione. La lista, come molte altre liste arcaiche, è divisa in due parti: la prima riporta i nomi di sette re antecedenti il diluvio, probabilmente di origine mitica e con regni dalla durata lunghissima (oltre 100, 150 anni). La seconda parte continua con le seguenti parole: 
In effetti il primo re sulla lista il cui nome è conosciuto anche da altre fonti indipendenti è quello di Etana, tredicesimo re della prima dinastia di Kish. Inoltre le prime iscrizioni regali ritrovate appartengono a Enmebaragesi, ventiduesimo e penultimo re della dinastia di Kish, il cui nome è anche accennato nell'epopea di Gilgamesh.

#### La dinastia di Lagash

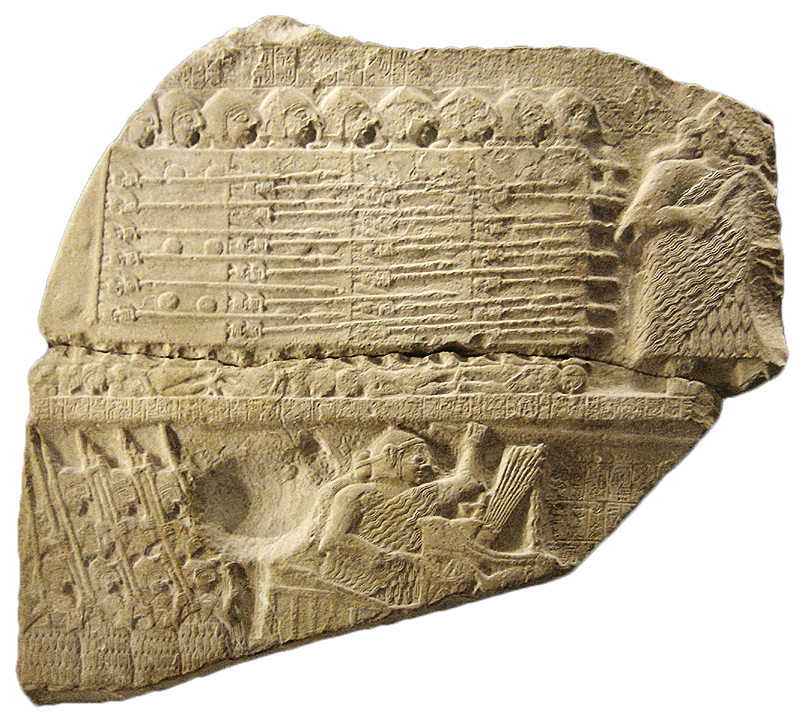
Un frammento della "Stele degli avvoltoi"

La Lista reale sumerica censura del tutto una delle dinastie sicuramente più importanti: la dinastia Lagash. Questa dinastia è nota grazie a importanti ritrovamenti di monumenti ed iscrizioni reali. Fu fondata attorno al 2500 a.C., e il terzo re della dinastia, Eannatum (circa 2450 a.C.), riunì sotto il suo potere l'intero Sumer, conquistando le città di Kish, Uruk, Ur e Larsa e riducendo Umma, acerrima rivale di Lagash, a città tributaria; le sue gesta sono incise sulla famosa "Stele degli avvoltoi".
Con Eannatum si aprì un periodo di violenta lotta interna tra il potere reale e la casta sacerdotale. Fu solo grazie a Urukagina, nono re della dinastia, che il potere dei sacerdoti venne notevolmente ridotto. Urukagina distrusse la vecchia burocrazia, risanò l'economia, si avvalse di funzionari di controllo, istituì un primo codice legale e diede vita a una sorta di programma di interventi sociali, che tra l'altro contemplava la protezione e l'assistenza alle vedove e agli orfani.
In seguito Lugalzaggesi, re di Uruk (precedentemente re di Umma), detronizzò Urukagina e sottomise la città di Lagash. Lugalzaggesi conquistò anche Ur, Larsa, Umma, Nippur, portando sotto il suo potere tutta la bassa Mesopotamia. Tuttavia nelle sue iscrizioni egli afferma di regnare dal "mare inferiore" al "mare superiore", intendendo dal Golfo Persico al Mar Mediterraneo; probabilmente egli raggiunse effettivamente il Mediterraneo, ma solo attraverso alleanze, visto che città intermedie come Kish, Mari ed Ebla non gli furono sottomesse. Il potere di Lugalzaggesi non era poi così profondo e radicato nemmeno nella bassa Mesopotamia, visto che dopo la sconfitta subita, Urukagina continuò ad emettere proprie iscrizioni, chiaro segno che aveva conservato un qualche potere.

### Dinastia accadica: la creazione del primo impero
Il violento regno di Lugalzaggesi fu presto abbattuto da Sargon il Grande (2335-2279 a.C.), re degli Accadi, popolazione semitica stanziatasi poco a nord della bassa Mesopotamia.
Sargon in una prima fase conquistò tutte le principali città sumeriche unificando la Mesopotamia sotto il suo dominio. Nelle sue iscrizioni si vanta di «aver vinto 34 battaglie e sottomesso 50 ensi» e di«aver lavato le sue armi insanguinate nel mare inferiore». Nonostante queste numerose vittorie, egli non era ancora riuscito a creare un impero che si estendesse dal Mediterraneo al golfo Persico, visto che il regno di Mari restava indipendente. In una seconda fase Sargon si dedicò all'ampliamento e al rafforzamento delle rotte commerciali con spedizioni fino a Magan (attuale Oman) e Melukka (valle dell'Indo). In una terza fase riprese gli scontri, soprattutto con alcuni regni confinanti ad occidente: l'Elam e Barakhshi. I figli e successori Rimush e Manishtusu risolsero alcune rivolte scoppiate nelle città sumeriche e condussero alcune spedizioni contro popolazioni confinanti.
Con il nuovo successore Naram-Sin l'impero accadico toccò il culmine della sua espansione. Egli condusse alcune importanti spedizioni a nord e a nord-ovest, riuscendo dapprima a sottomettere il paese di Subartu (corrispondente in sostanza all'alta Mesopotamia; Assiria inclusa) e quindi a sconfiggere il potente regno di Ebla. Con queste vittorie Naram-Sin riuscì finalmente a realizzare un impero che si estendeva dal mare inferiore al mare superiore, considerato così significativo sul piano ideologico fin dai tempi proto-dinastici. È da questo periodo che il titolo di "re delle quattro parti della terra" entra nella titolatura reale. Dopo Naram-Sin l'impero accadico entra in una fase di lenta decadenza, fino a quando scompare definitivamente per l'invasione dei Gutei, una popolazione nomade scesa dai monti Zagros.
Sotto la dinastia accadica avviene un importante cambiamento per quanto riguarda la struttura e la gestione dell'impero grazie all'istituzione di un forte governo centrale, con capitale Akkad. Il governo delle città sumeriche è lasciato ad ensi locali, ma questi dipendono strettamente dal re di Akkad. Avviene inoltre un'importante cambiamento sul piano ideologico: il re non è più visto come semplice amministratore da parte della divinità, ma esso stesso diventa una sorta di divinità che controlla l'impero: Naram-Sin sarà, infatti, il primo re a proclamarsi dio. Sono da ricercare anche in queste nuove ideologie politiche e religiose le cause delle numerose ribellioni da parte delle città sumeriche durante il regno accadico.
Resta comunque errato credere che con l'avvento di Sargon vi sia un'affermazione dell'elemento semitico su quello sumerico: infatti vi erano Semiti in Mesopotamia già nel periodo proto-dinastico e i re accadici non trascurarono mai le usanze sumeriche, anzi molto spesso cercarono un'integrazione o un compromesso fra le due culture. Nonostante ciò è indubbio che la presenza semitica alterò la situazione complessiva: iniziano ad apparire testi ed iscrizioni in accadico che prendono il posto della scrittura sumerica e, soprattutto, vi è uno spostamento del potere politico-amministrativo verso nord (luogo di provenienza degli Accadi, e sede della loro capitale Akkad).

### L'invasione dei Gutei
Verso il 2190 a.C. l'impero accadico, già debole per la disorganizzazione degli ultimi re accadici e la vastità del territorio che impediva un controllo efficace, fu invaso dai Gutei, popolazione montanara proveniente dai monti Zagros.
I Gutei, barbari e poco civilizzati, depredarono tutte le città trucidando le popolazioni e distruggendo la capitale Akkad.
Durante questo lasso di tempo non fu più presente un governo centrale. La lista reale sumerica fornisce un lungo elenco di re gutei, dei quali non sappiamo praticamente nulla, vista l'assenza di tracce epigrafiche e culturali in genere. È chiaro quindi che i Gutei non segnarono in modo profondo la cultura sumerico-accadica, anche per il semplice fatto che il loro centro di potere restò sempre sulle montagne permettendo alle città sumeriche del sud di mantenere una certa indipendenza.

### L'età neo-sumerica
L'invasione dei Gutei non fu così devastante; come accennato le città del sud sumerico mantennero la loro indipendenza e si distinsero per un'intensa attività culturale. Abbiamo una numerosissima documentazione soprattutto per quanto riguarda la dinastia di Lagash. Fra gli ensi di questa città si evidenzia in particolare Gudea, per la grande quantità di testi letterari e di statue votive a sua immagine, che ne fanno il re sumerico più famoso. Egli fu un re pacifico, che si dedicò alla costruzione di numerosi canali, edifici e templi, di cui il più famoso è l'E-ninnu, il tempio del dio Ningirsu, costruito con la collaborazione di altre città, senza badare a spese.
La grande libertà lasciata alle città del sud sumerico, spiega perché la dominazione gutea sia durata circa un secolo. Nel 2120 a.C. il re Utukhegal di Uruk (2120-2112 a.C.) sconfisse e scacciò, con una sola battaglia, l'esercito dei Gutei guidato da Tirigan, che fuggì nella città di Dubrum dove venne poi assassinato. Si dissolse così il dominio guteo, senza lasciare tracce significative.

#### L'impero della terza dinastia di Ur
Utu-khegal fu sconfitto a sua volta da Ur-Nammu di Ur che fondò la Terza dinastia di Ur assumendo il titolo di "forte, re di Ur, re di Sumer e di Akkad". Questa dinastia governò poco più di cento anni dando vita a un periodo di pace e prosperità e arrivando a controllare un territorio esteso quanto quello dell'impero accadico. Tuttavia la vera novità del regno della Terza dinastia di Ur non stava tanto nelle sue dimensioni quanto nella sua organizzazione. Il potere si fondava su una struttura fortemente centralizzata, rappresentata da un massiccio apparato burocratico. In ogni città venivano collocati ensi di fiducia, che amministravano per conto del re. Tutte le città della bassa Mesopotamia persero quindi la loro millenaria autonomia.
Ur-Nammu, come Gudea, fu re pacifico e a lui si deve la ricostruzione monumentale della città di Ur e di altre città, oltre al rifacimento di strade, canali, la costruzione di templi e varie ziqqurat in diverse città: Ur (ziqqurat di Nanna), Uruk, Eridu e Nippur. Sotto il suo regno fu dato grande impulso alla cultura sumerica e Ur-Nammu è entrato nella storia anche per aver emanato il primo codice di leggi che si conosca. Questo aveva una chiara intenzione di uniformare il paese, introducendo misure standard per la capacità (sila) e il peso (mina e siclo) oltre alle varie indennità da pagare per ogni reato.
Il regno della terza dinastia di Ur raggiunse il suo massimo splendore sotto il figlio di Ur-Nammu, Shulgi, che in un primo momento si dedicò ad opere di costruzione e amministrazione. La seconda metà del regno fu invece dedicata ad una serie di campagne militari a nord nell'alta Mesopotamia.
I due figli e successori di Shulgi, Amar-Sin e Shu-Sin, continuarono le campagne militari nel nord, ma dovettero prestare sempre più attenzione alla forti pressioni delle tribù amorree (Martu) a nord-ovest e di Elam a sud-est. Per fronteggiare i Martu venne costruito un lungo muro poco a nord di Akkad.

#### La caduta definitiva
La Terza dinastia di Ur si dissolse all'incirca nel 2000 a.C. quando sotto il regno di Ibbi-Sin l'impero entrò in crisi. La ribellione di varie città sumeriche, alcune difficoltà naturali (scarse piene del Tigri e dell'Eufrate con conseguenti carestie), incursioni da un lato dei Martu e dall'altro dei Gutei, indebolirono sempre più il regno, ridimensionando il suo territorio. Nonostante ciò, Ibbi-Sin riuscì a governare per venticinque anni dalla sua capitale Ur, fino a quando gli Elamiti, dopo un lungo assedio, distrussero la città mettendola a ferro e fuoco e portando a Susa il re stesso, che morì in esilio. Il Lamento per Ur è un famoso testo sumerico inerente a questo avvenimento.
Dopo la caduta di Ur si ebbe il cosiddetto periodo di Isin-Larsa (circa 2000-1750 a.C.), durante il quale le città di Isin e Larsa estesero il loro potere su un vasto territorio. Vi è una sostanziale continuità con il periodo della III Dinastia di Ur, ma le due città non riusciranno mai ad eguagliare la gloria della terza dinastia di Ur. Isin venne fortemente indebolita dagli attacchi di Larsa, ma ormai poco più a nord stava per nascere una nuova potenza, la città di Babilonia. Questa, sotto la guida di Hammurabi, conquisterà attorno al 1792 a.C. le città di Larsa, Eshnunna e Mari, dando vita al cosiddetto Regno paleo-babilonese.
Con la caduta di Ur III la lingua sumera cade in disuso e l'elemento semitico predomina quello sumerico. Nonostante la scomparsa di uno stato e un potere sumerico, la cultura dei Sumeri sopravvive, soprattutto nella letteratura.

## Società

### Classi sociali
Esistevano tre classi sociali:
- La classe alta era formata dai sacerdoti, i nobili, i governanti e i funzionari
- La classe media comprendeva mercanti e artigiani. Questi venivano detti anche “uomini liberi”. Nella classe media vi erano anche i soldati, costretti a combattere e difendere le città
- Infine vi erano agricoltori (molto spesso mezzadri) e pastori che conducevano un basso tenore di vita e non possedevano nessun peso politico.

La nobiltà e la classe sacerdotale possedevano le terre e beneficiavano dei relativi proventi. Essi non dovevano pagare tributi al re, anche se periodicamente gli offrivano doni, che corrispondevano di fatto a delle tasse.
La classe borghese era il risultato dei fiorenti commerci, che costituivano l'unica ricchezza di un paese, povero di materie prime, che era costretto ad importare tutto dall'estero.
La classe media comprendeva anche gli artigiani e tutte quelle persone addette alle funzioni più disparate. Questi dovevano pagare le imposte e periodicamente offrire la loro mano d'opera per lavori pubblici (per esempio la riparazione dei canali di irrigazione). Di solito venivano ricompensati con le eccedenze agricole. Agricoltori e pastori conducevano un tenore di vita basso e non avevano nessun peso politico.

### La condizione delle donne
La condizione delle donne di Sumer è quanto mai complessa. Pare fossero riconosciute come soggetti di diritto, che potessero possedere e gestire proprietà terriere e intraprendere attività commerciali in proprio. Sono attestati casi di donne scriba e numerose erano le sacerdotesse legate ai grandi santuari cittadini. La carica di en della dea Inanna, di grande prestigio e potere, poteva essere unicamente ricoperta da una donna, spesso una delle figlie del re. Principesse e regnanti godevano della gestione del proprio palazzo e del personale ad esso connesso, avevano una rendita e un sigillo (strumento di potere e burocratico per eccellenza nel mondo sumerico), indice della propria indipendenza economica e giuridica.

### Schiavitù
Nella società sumerica sembra fosse molto praticata la schiavitù. Gli schiavi erano più che altro prigionieri di guerra, ma potevano perdere la loro libertà anche cittadini che non saldavano i loro debiti: infatti un uomo che non restituiva un prestito rischiava di diventare schiavo con tutta la sua famiglia. Il figlio di una coppia di schiavi o di una schiava e un uomo libero diventava a sua volta schiavo. Inoltre c'era anche una forma di "interesse": coloro che facevano dei prestiti pretendevano anche gli interessi sessuali.

## Amministrazione e politica
I Sumeri abitavano in diverse città-stato, ognuna centrata su un tempio dedicato al dio della città e governata da un re, che era intimamente legato ai riti religiosi della città.
Alcune tra le più grandi città furono (non in ordine cronologico): Babel, Ninive, Eridu, Kish, Lagash, Uruk, Ur e Nippur. Come queste città cominciarono a crescere, sentirono l'esigenza di primeggiare l'una sull'altra, provocando così un millennio di quasi incessanti guerre sui diritti per l'acqua, le rotte commerciali e i tributi dalle tribù nomadi.

### Il governo delle città-stato
Ogni città-stato era governata da una dinastia locale (bala) e i termini usati per indicare il regnante variano da città a città. Ad esempio il termine en, con significato di "gran sacerdote", è utilizzato ad Uruk, il termine ensi, con significato di "fattore del dio", a Lagash, il termine lugal (letteralmente "uomo grande") con significato di "re", nelle città di Ur e Kish. Questi termini hanno significati e sfumature diverse che rispecchiano le diverse ideologie alla base del potere. Il termine en evidenzia in modo chiaro che all'inizio il potere era nelle mani del tempio e come questo sia ancora, in alcune città, una forte presenza; il termine ensi sta ad indicare che il dio ha concesso la fiducia a quella specifica dinastia nel governo della città; infine il termine lugal sottolinea la nascita di una regalità "laica", dove il re assume caratteristiche e qualità più umane. Le prime due titolature sono presenti anche nelle epoche più antiche (fase di Uruk e Gemdet Nasr; circa 3500-3000 a.C.) mentre il termine lugal appare solo a partire dal periodo proto-dinastico quando, per l'appunto, si assiste alla nascita del "palazzo".
Il termine lugal non deve comunque ingannare:il re resta ancora subordinato al dio ed ogni sua azione è legittimata dal volere divino: senza il consenso della divinità ogni azione è destinata a fallire. La regalità è perciò donata dagli dei e i re sono amministratori di un territorio e una popolazione che comunque appartengono alla divinità. Il termine lugal, quindi, più che descrivere una regalità laica, che nega o si distacca dalla religione, vuole sottolineare la necessità da parte del "palazzo" di mettere sotto controllo e subordinare il tempio e le sue attività rispetto a quelle del palazzo.
La "laicizzazione" del potere ebbe come conseguenza l'idea che il re fosse un uomo come tutti gli altri e che dovesse in qualche modo giustificare le proprie azioni. A partire dal periodo proto-dinastico appaiono, perciò, le prime iscrizioni regie su vasi, fondazioni di templi, statue oltre ai primi veri e propri monumenti celebrativi (si veda ad esempio la famosa stele degli avvoltoi), proprio con lo scopo di dimostrare la grandezza, l'efficienza e le qualità del re, oltre al suo stretto legame e i suoi buoni rapporti con la divinità.
Elenco delle principali città mesopotamiche da Nord a Sud:
- Mari -- 34°27′N 40°55′E
- Eshnunna (Tell Asmar) -- 33°45′N 44°45′E
- Agade -- 33°06′N 44°06′E
- Sippar (Abu Habba) -- 33°03′N 44°18′E
- Kish (Tell Uheimir & Ingharra) -- 32°33′N 44°39′E
- Borsippa (Birs Nimrud) -- 32°23′30″N 44°20′30″E
- Nippur (Nuffar) -- 32°10′N 45°11′E
- Isin (Ishan al-Bahriyat) -- 31°56′N 45°17′E
- Adab (Tell Bismaya) -- 31°57′N 45°58′E
- Shuruppak (Fara) -- 31°46′N 45°30′E
- Umma (Tell Jokha) -- 31°38′N 45°52′E
- Girsu (Tello) -- 31°37′N 46°09′E
- Lagash (Al-Hiba) -- 31°26′N 46°32′E
- Bad-tibira (Al Medina) -- 31°46′N 46°00′E
- Uruk (Warka) -- 31°18′N 45°40′E
- Larsa (Tell as-Senkereh) -- 31°14′N 45°51′E
- Ur (al Muqayyar) -- 30°57′45″N 46°06′11″E
- Eridu (Abu Shahrain) -- 30°48′57.02″N 45°59′45.85″E

Alcune città minori:
- Kutha (Tell Ibrahim) -- 32°44′N 44°40′E
- Dilbat (Tell ed-Duleim) -- 32°09′N 44°30′E
- Marad ((Wanna es-) Sadun) -- 32°04′N 44°47′E
- Kisurra (Abu Hatab) -- 31°50′N 45°26′E
- Zabala (Tell Ibzeikh) -- 31°44′N 45°52′E
- Kisiga (Tell el-Lahm) -- 30°50′N 46°20′E
- Awan
- Hamazi
- Akshak
- Zimbir

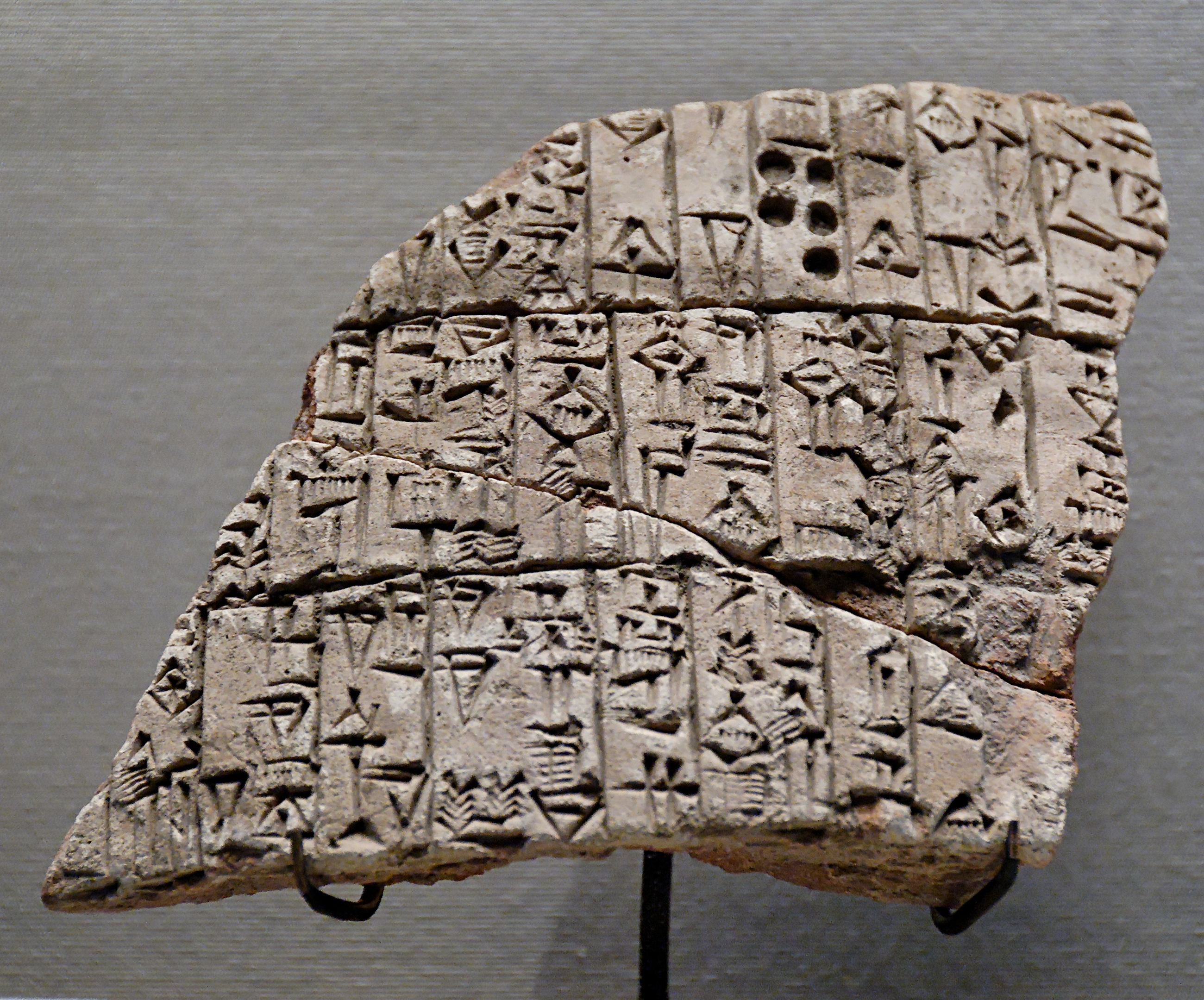
Frammento di iscrizione cuneiforme di Urukagina (o Uruinimgina), ensi di Lagash. Terracotta, ca. 2350 a.C., scoperta a Tello (antica Girsu). L'iscrizione recita "Egli [Urukagina] scavò (…) il canale nella città di NINA. Prima fece erigere l'Eninnu; infine, fece erigere l'Esiraran"
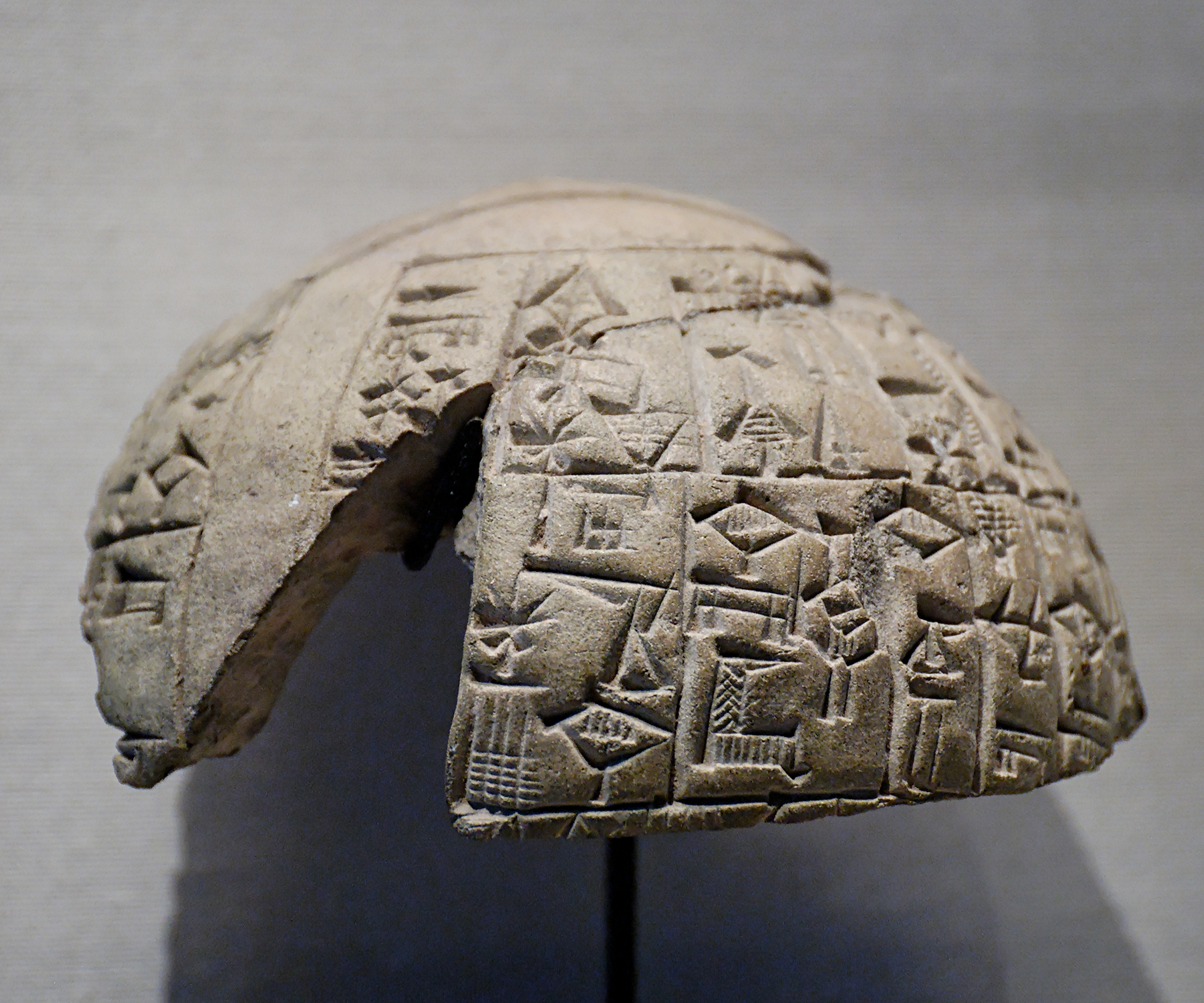
Tavoletta cuneiforme di Eannatum, ensi di Lagash, inerente a un conflitto sui confini, che opponeva Lagash ad Umma. Terracotta, ca. 2430 a.C. Scoperto a Tello, (antica Girsu).
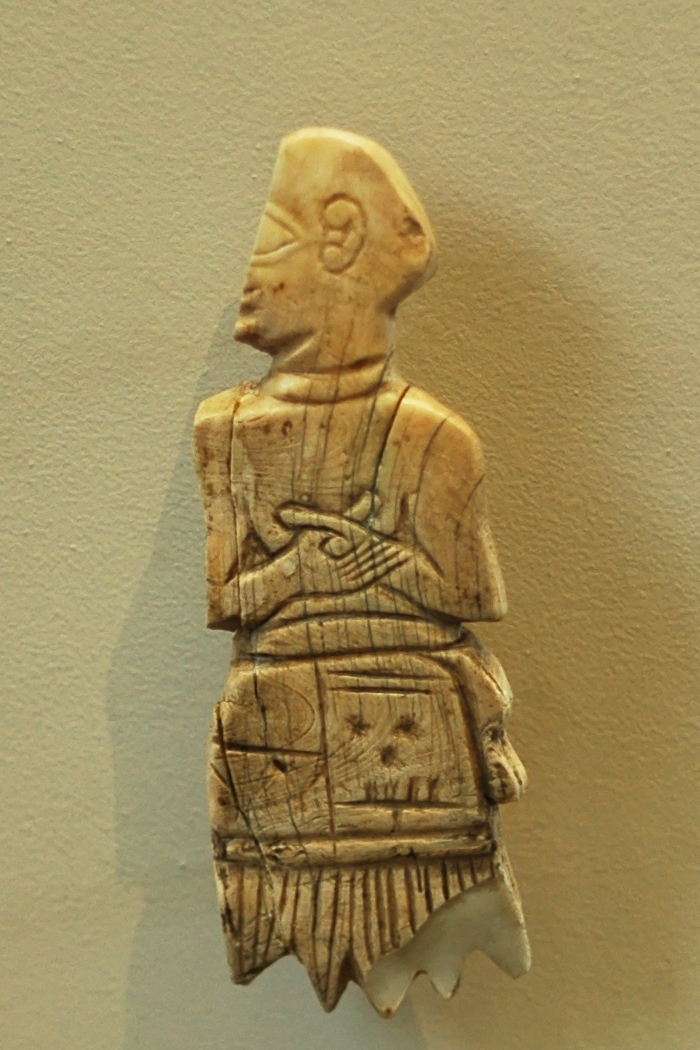
Conchiglia intarsiata che reca il nome di Akurgal, figlio di Ur-Nanshe, re di Lagash. Proto-Dinastico III (ca. 2500 a.C.). Scoperta a Tello, (antica Girsu).
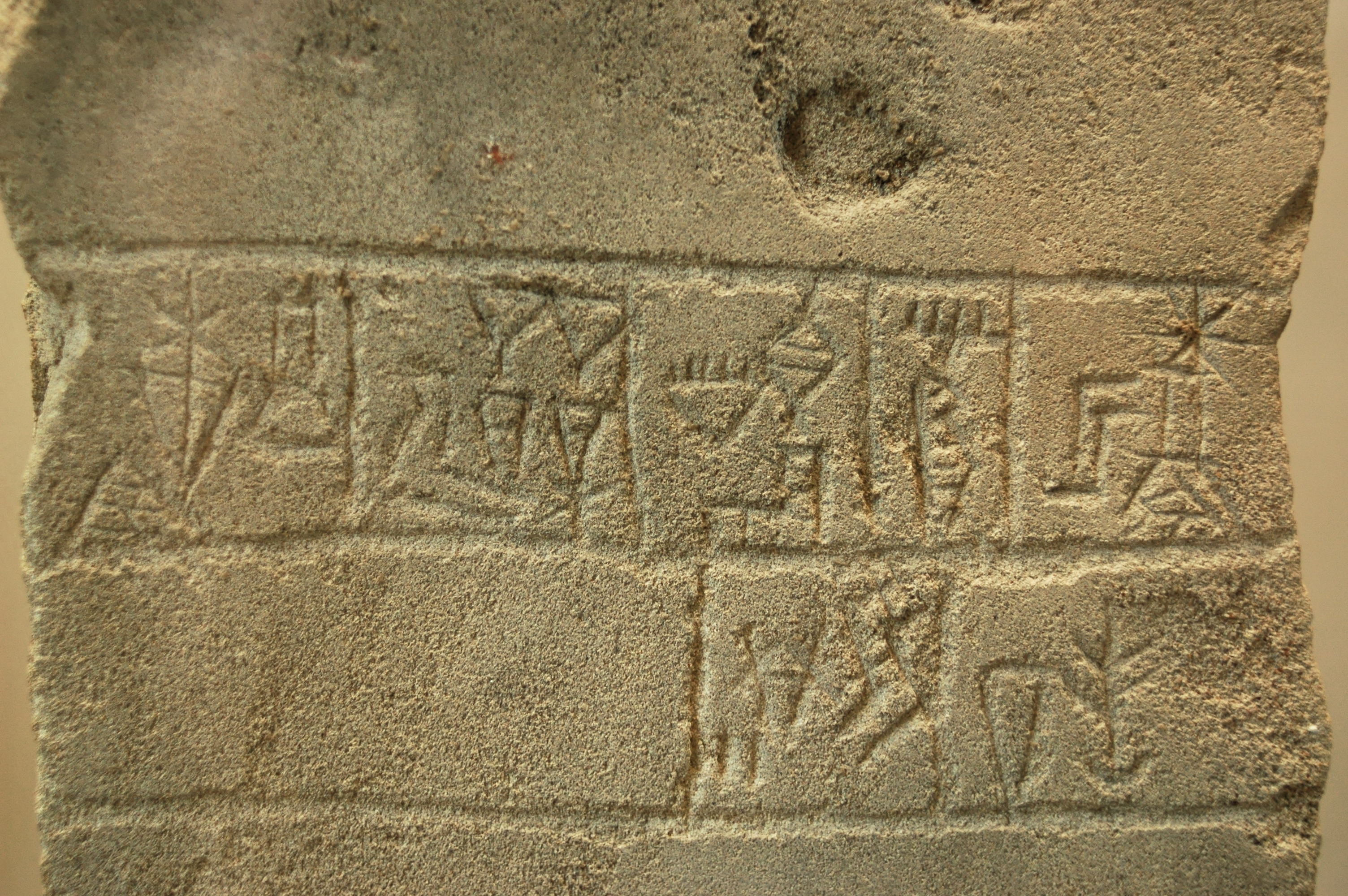
Frammento di una stele recante l'iscrizione "Ur-Nanshe, figlio di Gunidu, per Ningirsu". Lagash, Proto-Dinastico III (ca. 2500 a.C.). Scoperta a Tello, (antica Girsu).
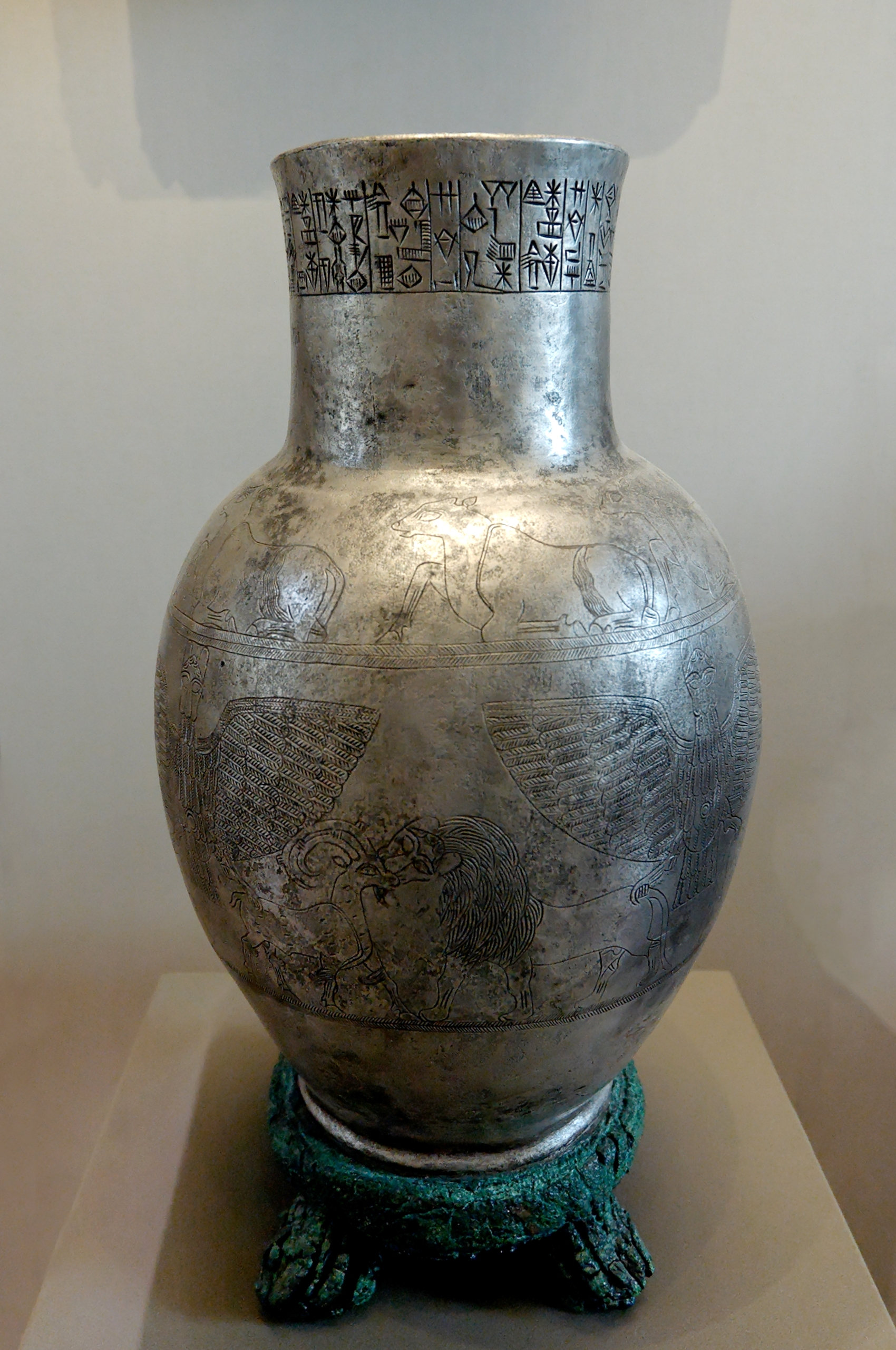
Vaso dedicato da Entemena, ensi di Lagash, al dio Ningirsu. Argento e rame, ca. 2400 a.C. Scoperto a Tello, (antica Girsu).
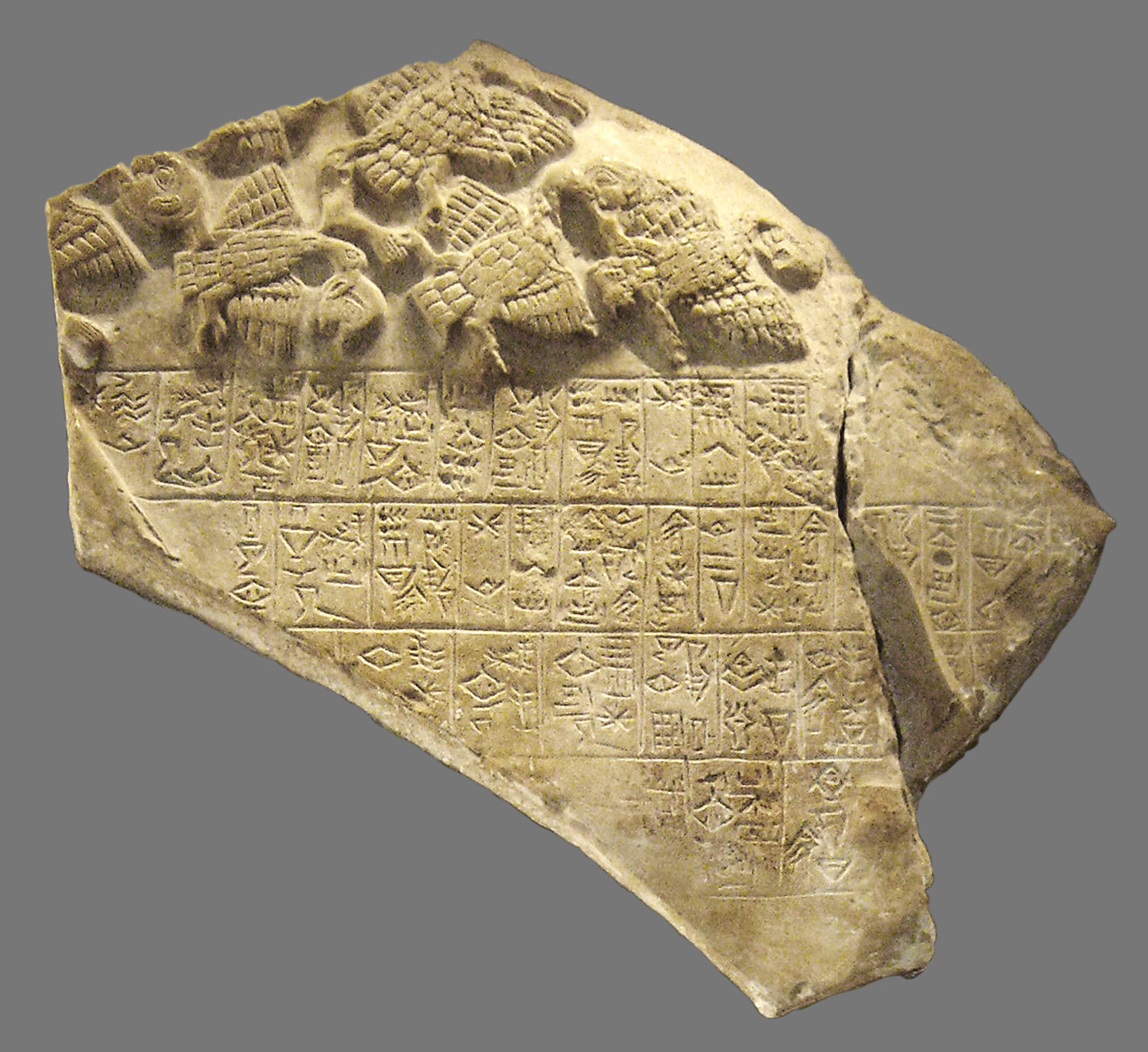
Avvoltoi volano sui cadaveri dei soldati della città di Umma. Particolare della stele degli avvoltoi. Circa 2450 a.C., scoperta a Tello (antica Girsu). La stele è uno dei monumenti più significativi a partire dal periodo proto-dinastico, in quanto ha lo scopo di celebrare e dimostrare la potenza e l'efficienza del re.

## Agricoltura
Una tavoletta ritrovata a Nippur, sembra essere il primo "manuale" della storia. Questa tavoletta si compone infatti di una serie di istruzioni rivolte da un fattore al proprio figlio circa le attività agricole da attuare per ottenere un buon raccolto. Viene qui presentata la prima parte.
"Nel tempo che fu, un fattore diede questi consigli al proprio figlio: sul punto di coltivare il tuo campo, abbi cura di aprire i canali d'irrigazione in modo che l'acqua non raggiunga nel campo un livello troppo alto. Quando l'avrai vuotato dell'acqua, vigila sulla terra umida perché resti piana; non permettere che la calpesti alcun bove vagante. Caccia le bestie randage e tratta questo campo come un terreno compatto. Dissodalo con dei martelli pesanti non più di 2/3 di libbra ciascuno. La stoppia (?) del campo dovrà essere strappata a mano e legata in covoni. Le sue crepe dovranno essere colmate con l'erpice e i quattro lati verranno recintati. Mentre il campo brucia al sole estivo sia diviso in settori uguali. Gli attrezzi vibrino di attività (?). La sbarra del giogo dovrà essere rinforzata, la tua nuova frusta fissata con chiodi e il manico di quella vecchia riparato dai figli dei braccianti."
Kramer 1979, p. 73
L'agricoltura è sempre stata la base dell'economia sumera, la fonte principale della vita e del benessere di Sumer. I primi documenti scritti del periodo proto-dinastico, integrati con i dati archeologici e paleo-ecologici, permettono di far luce sul tipo di colture e modalità di coltivazione utilizzate.
Le prime sperimentazioni di coltivazioni in Medio Oriente risalgono almeno al 7000 a.C., ma è con l'arrivo dei Sumeri che l'agricoltura mesopotamica fa un grande balzo in avanti, soprattutto grazie alla loro abilità nel costruire impianti di irrigazione. A partire dal periodo di Uruk venne introdotto l'aratro a trazione animale e l'irrigazione estensiva, favorendo così una ricca produzione agricola. Essendo la Mesopotamia un territorio soggetto a siccità, i campi erano creati nelle aree adiacenti ai canali. Questi erano costruiti a un livello superiore rispetto alla piana circostante, permettendo all'acqua di defluire naturalmente nei terreni agricoli.
I campi si affacciavano al canale sul lato corto e venivano irrigati e arati in direzione del lato lungo; questo dava la possibilità di irrigare un maggior numero di campi. Le coltivazioni si disponevano perciò a "doppio pettine" intorno ai canali. Non tutti i terreni erano coltivati, ma si attuava una rotazione biennale, lasciando riposare i campi utilizzati l'anno precedente. Le produzioni, almeno inizialmente, erano molto buone, nell'ordine di 20:1 o anche di 30:1.
Le zone adiacenti ai canali erano coltivate a cipolle, aglio, legumi e palme da dattero e anche olive con cui potevano fare l'olio. Mentre i terreni più difficilmente raggiungibili dall'irrigazione erano destinati ai cereali: orzo, frumento, farro. Le tavolette sumeriche ci informano che già dal periodo proto-dinastico molti campi vennero abbandonati per eccessiva salinizzazione, dovuta al fatto che l'acqua non drenata, evaporando, lascia sali sul terreno. Questo avveniva soprattutto nei territori pianeggianti del sud mesopotamico, e qui, perciò, era quasi esclusivamente coltivato l'orzo (più resistente), mentre nel nord vi era un sostanziale equilibrio fra orzo, frumento e farro. L'orzo era anche impiegato per produrre la birra, che probabilmente aveva una consistenza più densa rispetto a quella attuale, visto che in alcuni rilievi i personaggi rappresentati la bevono attraverso delle cannucce.
Per quanto riguarda l'orzo e i cereali in generale, aratura e semina si effettuavano contemporaneamente grazie a una seminatrice. Al momento della mietitura gli uomini lavorano a gruppi di tre: un falciatore, un accovonatore e un terzo di cui non si conosce esattamente la mansione. Dopo la mietitura i contadini usavano carri trebbiatori per separare le teste dei cereali dai gambi e poi un traino trebbiatore per raccoglierne i chicchi.
I contadini non potevano tenere la maggior parte del raccolto visto che circa i due terzi di questo veniva trasportato nei magazzini del tempio o del palazzo.

## Cultura

### Lingua e scrittura

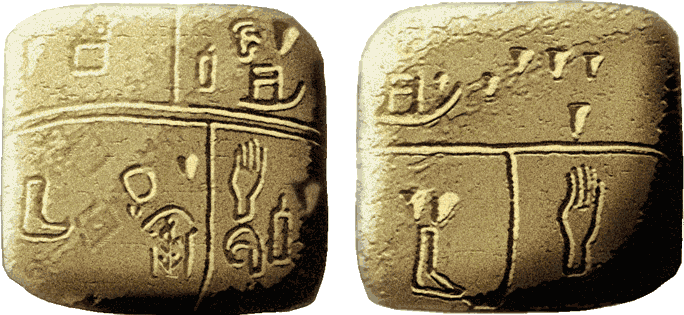
Tavoletta calcarea incisa da scrittura pittografica. Proviene dalla città mesopotamica di Kish (Iraq), risalente al 3500 a.C. Una delle prime scritture conosciute

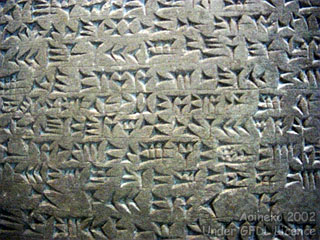
Esempio di scrittura cuneiforme

Il Sumero è una lingua isolata, cioè non è collegato a nessun altro linguaggio conosciuto. Ci sono stati molti tentativi mai riusciti di connettere il Sumero ad altre lingue, specialmente del gruppo uraloaltaico. È una lingua agglutinante, ossia i morfemi (unità di parola) vengono messi insieme per creare parole.
È anche conosciuta per essere la prima lingua SOV, ovvero Soggetto Oggetto Verbo.
Le prime iscrizioni sono in forma pittografica, la cui stilizzazione porterà alla scrittura cuneiforme.
Una produzione di testi estremamente ampia (centinaia di migliaia di scritti) in lingua Sumera sono sopravvissuti; per lo più in tavole d'argilla. Il Sumero, a partire da una certa epoca, utilizza una scrittura cuneiforme, una delle forme di scrittura conosciute più antiche. Alcuni tipi di testi Sumeri includono lettere personali, lettere di affari e transazioni, ricevute, liste lessicali, leggi, inni e preghiere, incantesimi magici, e testi scientifici comprendenti matematica, astronomia e medicina. Le iscrizioni monumentali e testi su diversi oggetti come statue, mattoni, chiodi e ciotole sono anche molto comuni. Molti testi esistono in copie multiple perché erano ripetutamente trascritti dagli scribi per esercitazione, talvolta anche in un sumero arcaico come ossequio delle tradizioni.
Nella forma più arcaica il sumero si presenta come un insieme graficamente ben organizzato di segni (un migliaio circa) a carattere pittografico, sì che ogni segno è indicativo di un oggetto o di un concetto. L'originario aspetto pittografico si evolve poi attraverso i secoli, stilizzandosi sempre più, fino a raggiungere una linearità pressoché standard dei segni, riducendone notevolmente il numero, ed arricchendoli (elemento fondamentale) anche di un valore puramente fonetico.
I testi sumerici più antichi presentano una scrittura che va dall'alto verso il basso, e da destra verso sinistra. In seguito, ma solo intorno al XV secolo a.C. in epoca cassita, e per ragioni del tutto sconosciute, subirà una profonda trasformazione, e la scrittura cuneiforme sarà diretta da sinistra verso destra, e dall'alto verso il basso. Essa ha subito quindi una rotazione in senso antiorario. Nessuna ragione tecnica può spiegare questa nuova impostazione, né la forma dello stilo (usato per secoli nel verso verticale), né il problema di un eventuale cancellazione dei segni dovuta al passaggio della mano dello scriba sull'argilla ancora fresca (perché il verso delle tavole, scritto sempre con direzione opposta al recto, avrebbe presentato lo stesso inconveniente), né altri motivi già da tempo proposti. Il fenomeno è ancora oggi sub iudice.
Leggere e capire un testo sumerico risulta difficile anche per gli esperti. I documenti più problematici sono i testi più arcaici, che spesso sono privi di morfemi, o non rispettano pienamente la successione grammaticale dei lessemi, rendendo spesso ambigua l'interpretazione logica del discorso.
L'evoluzione dei segni cuneiformi, dal carattere pittografico e ideografico al valore fonetico, ha fatto sì che questo tipo di scrittura, in forme semplificate, sia stata utilizzato per la notazione di varie lingue, come l'hittita, il hurrita, l'ugaritico, in varie aree del Vicino Oriente antico (Medio Oriente) e della Penisola araba, fin quasi alla vigilia dell'avvento dell'Islam.

### L'educazione
Questo è il racconto di una tipica giornata di uno scolaro sumero, ritrovato su una tavoletta, che dimostra quanto fosse severa e rigida l'educazione scolastica.
Quando mi alzavo presto la mattina,

mi volgevo a mia madre e le dicevo:

"Dammi la colazione, devo andare a scuola!"

Mia madre mi dava due focacce e io uscivo;

mia madre mi dava due focacce e io andavo a scuola.

A scuola l'incaricato della puntualità diceva:

"Perché sei in ritardo?" 

Io ero impaurito e il cuore mi batteva,

entravo davanti al mio maestro e facevo l'inchino. 

Il mio direttore leggeva la mia tavoletta, diceva: 

"Ci manca qualcosa", mi bastonava. 

L'incaricato del silenzio diceva:

"Perché parlavi senza permesso?", mi bastonava.

L'incaricato della condotta diceva:

"Perché ti sei alzato senza permesso?", mi bastonava.

L'incaricato della frusta diceva:

"Perché hai preso questo senza permesso?", mi bastonava.

L'incaricato di sumerico diceva:

"Perché non hai parlato sumerico?", mi bastonava.

Il mio maestro diceva:

"La tua mano non è buona", mi bastonava.
Le scuole sumere, dette edubba (casa delle tavolette), possono essere considerate le prime scuole dell'umanità e compaiono attorno al III millennio a.C. Inizialmente l'istruzione era associata con il “sacerdozio” e lo scopo di queste scuole era quello di fornire scribi capaci di gestire l'amministrazione del Tempio e del Palazzo. Successivamente la situazione mutò, in quanto si formarono scuole al di fuori dei templi e l'insegnamento prese a sua volta un carattere più laico. Queste scuole erano frequentate esclusivamente dai figli delle famiglie ricche che potevano permettersi di sostenere le spese degli studi e la quasi totalità degli scolari era di sesso maschile.
Anche le donne dei palazzi imperiali imparavano a leggere e possedevano un dialetto chiamato Emesal o "fine idioma" differenziato dall'Emegir o "idioma principesco".
A capo della scuola stava l'ummia, una sorta di moderno preside che veniva anche detto "il padre della scuola". Gli alunni erano detti "i figli della scuola" e vi erano poi i "fratelli maggiori" che erano i professori assistenti che svolgevano le mansioni d'insegnamento. A questi si aggiungevano delle persone addette alla disciplina, che frustavano gli scolari poco disciplinati.
Dalle numerose tavolette che sono state ritrovate sappiamo che l'insegnamento era soltanto di tipo pratico: imparare a memoria la grammatica e la complessa pratica della scrittura. Per ottenere questo risultato gli scolari dovevano ricopiare lunghe liste di nomi di piante, animali, pietre ecc. fino a quando non erano in grado di riprodurle con facilità e scioltezza. Gli insegnanti controllavano, quindi, l'esattezza del compito svolto. Nella seconda metà del III millennio a.C. si ravvisa anche un secondo tipo di programma di insegnamento, più letterario e creativo. Questo consisteva nel copiare, imitare e creare testi letterari che riguardavano quasi sempre miti e racconti epici.
La scuola sumera era molto dura e pesante: gli allievi venivano obbligati a studiare duramente dall'alba al tramonto a partire dalla prima infanzia fino all'adolescenza. Non sappiamo se erano presenti vacanze, mentre il metodo pedagogico si basava soprattutto su punizioni corporali, come dimostra la presenza degli addetti alla disciplina; gli allievi, dice il maestro in una tavoletta, hanno le orecchie nella schiena.

### Letteratura
I Sumeri crearono la più antica letteratura di cui abbiamo notizia. Tra i principali generi letterari vi erano poemi mitologici, poemi epici (il più famoso dei quali è l'Epopea di Gilgamesh), inni regali, inni religiosi. Alla letteratura sumera appartiene anche il più antico autore di cui abbiamo notizia: la sacerdotessa Enkheduanna.

### Musica
Sembra che i Sumeri amassero molto la musica. Molti testi fanno specifico riferimento a tradizioni musicali e dimostrano chiaramente che i Sumeri utilizzavano simboli specifici per registrare alcune componenti musicali, come l'intonazione, centinaia di anni prima della nascita della civiltà greca, spesso accreditata come la prima cultura che ha sviluppato testi riguardanti la musica. Inoltre, l'ampia testimonianza iconografica permette di riconoscere i vari strumenti musicali utilizzati all'epoca, fra i quali si notano strumenti a corda, a fiato e a percussione.
Vari strumenti musicali sono stati rinvenuti in Mesopotamia, soprattutto nel cimitero reale di Ur (metà del III millennio a.C.), dove spiccano arpe, liuti, lire, strumenti a fiato, rappresentati da tubicini d'argento dotati di foro sul corpo, e forse tamburi. Questi strumenti erano solitamente realizzati in legno, osso o anche metallo.
In particolare si fanno apprezzare le arpe (zagsal) che esistevano almeno in tre diversi tipi. Nel cimitero Reale di Ur ne sono state rinvenute due: di legno, decorate con intarsi e fregi in oro, madreperla, lapislazzuli e conchiglia.
Alcuni ritrovamenti sembrano inoltre dimostrare che già a partire dal III millennio a.C. venissero usate anche le trombe come strumento musicale.
La scoperta di numerosi strumenti musicali nelle tombe reali e l'illustrazione di musicisti nell'arte sumera fa quindi ritenere che la musica, ma anche la danza, avesse un ruolo molto importante nella vita religiosa e civica dei Sumeri. In effetti, come testimoniano testi neosumerici, gruppi di musicisti svolgevano attività musicali all'interno del tempio, accompagnando le cerimonie religiose.

## Economia e commercio
Ritrovamenti di ossidiana proveniente da luoghi lontani in Anatolia e in Afghanistan, perle dal Dilmun (odierno Bahrain), legname dal Libano e parecchi sigilli con sopra incisi scritti della Valle dell'Indo, suggeriscono un'ampia rete di antichi commerci centrata nel Golfo Persico.
Il poema di Gilgameš si riferisce al commercio con terre lontane per beni come la legna che scarseggiavano in Mesopotamia. In particolare era stimato il cedro del Libano.
I Sumeri usavano schiavi, anche se non erano fondamentali per l'economia. Le donne schiave lavoravano come tessitrici, pressatrici, massaie e facchini.
I vasai Sumeri decoravano le loro opere con dipinti in olio di cedro. I vasai usavano archetti di legno per produrre il fuoco necessario per cuocere i vasi e, per primi, usavano il tornio. I muratori e gioiellieri Sumeri conoscevano e utilizzavano l'avorio, l'oro, l'argento, la galena e i lapislazzuli.
Di grande importanza era l'uso di moneta non coniata, le cosiddette mine d'argento, per le transazioni più importanti. Una tavoletta riporta la compravendita di un podere, con prezzo stabilito in mine. Ma ancora più interessante è notare che tale tavoletta fu rinvenuta presso il tempio, la qual cosa fa supporre che i contratti immobiliari già venivano conservati (vedasi istituto giuridico della trascrizione).
Riguardo ai sigilli, di vario genere, impressi sui vasi, si può ipotizzare che attestassero il contenuto (es. olio), il produttore, la provenienza (es. Uruk), la quantità, ecc., con sorprendente analogia alla moderna etichettatura di protezione per evitare le frodi alimentari o le imitazioni servili.

## Esercito
I primi reperti che rappresentano scenari di guerra appartengono al periodo di Uruk. Tra le antiche armi rinvenute si annovera una mazza di pietra, probabilmente appartenuta al re Meselim di Kish (circa 2600 a.C.).
Inizialmente le armate sumere erano principalmente costituite da fanteria. Questa si serviva delle stesse armi usate per la caccia: lance e archi semplici (l'arco ricurvo non era ancora stato inventato).
Nel corso del III millennio a.C. venne introdotto il bronzo, con il quale si crearono spade, asce ed elmi. Altra importante introduzione, sempre in questo periodo, fu il carro da guerra. I carri sumeri, trainati da onagri e condotti da un auriga, erano composti da una cesta intrecciata e quattro ruote piene. A fianco dell'auriga trovava posto un lanciatore di giavellotti. Queste antiche carrozze, meno efficaci in combattimento rispetto ai successivi progetti, erano però usate principalmente per il trasporto di armi e materiali. Attorno alla metà del II millennio a.C. avviene un nuovo radicale cambiamento nell'arte della guerra, grazie all'introduzione, dal vicino Egitto, del cavallo. I pesanti carri a ruote piene iniziano ad essere sostituiti da più leggeri carri con ruote a raggi, che vengono trainati dai cavalli. L'uso intensivo del cavallo, e la creazione di una cavalleria, si dovrà comunque all'esercito assiro.
La fanteria regolare usava anche caschi di rame, mantelli di feltro e una specie di kilt in cuoio o lana.
Le lente falangi dell'esercito sumero, armate di pesanti lance e scudi, furono la causa della sconfitta contro l'armata di Sargon il Grande, il cui esercito era invece dotato in gran parte di arcieri a cavallo, che permettevano di falcidiare i fanti sumeri senza troppe perdite.

Pannello detto "Stendardo di Ur", rinvenuto presso il Cimitero Reale della città, 2600 a.C. circa, altezza 20 cm, lapislazzuli, conchiglia e bitume; "faccia della guerra". Si vedono chiaramente nella fascia inferiore i carri sumeri trainati da onagri che travolgono i nemici sconfitti.
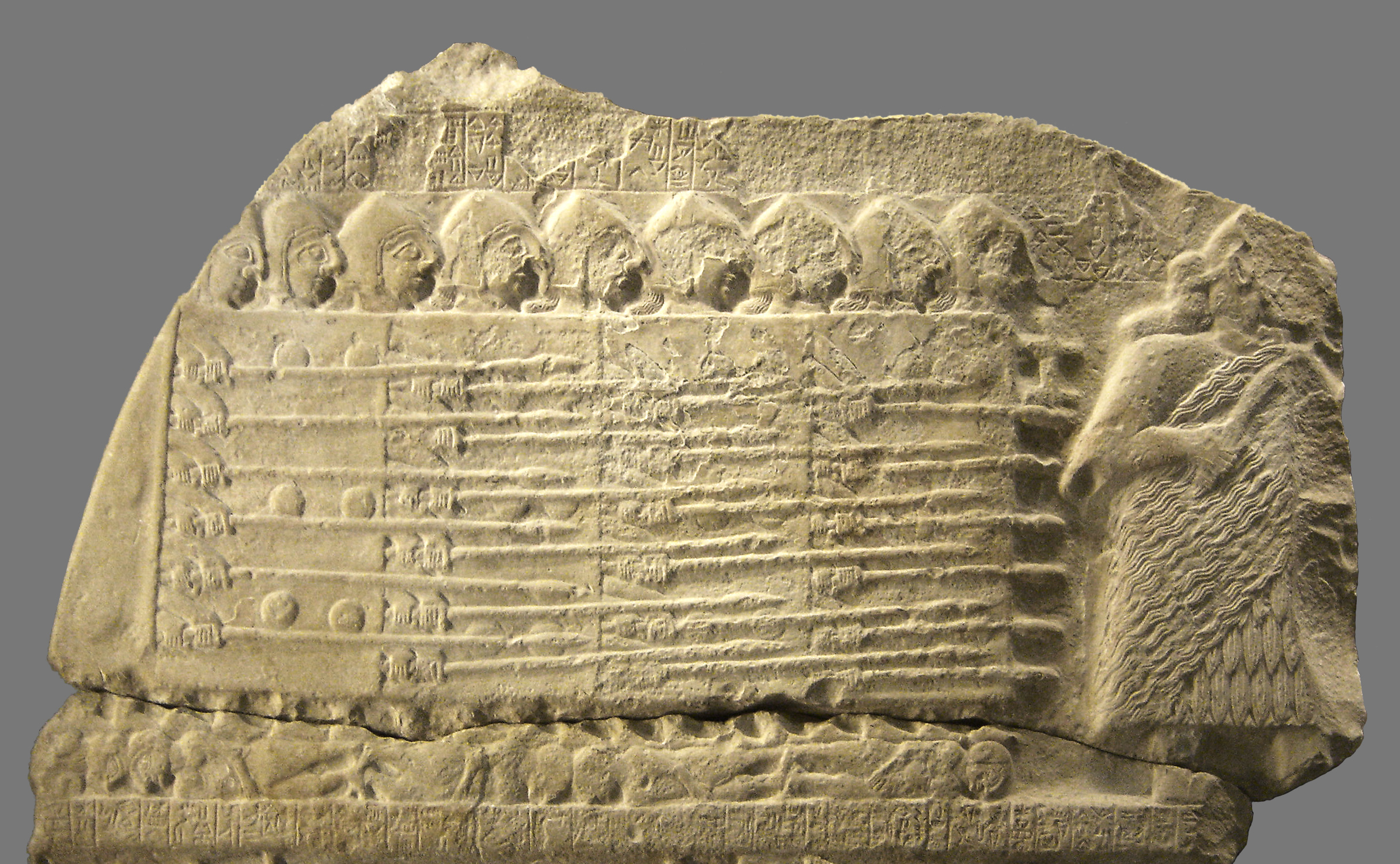
Particolare della Stele degli avvoltoi, rinvenuta presso Tello (antica Girsu), circa 2450 a.C. Si possono osservare la tenuta militare e le armi utilizzate.
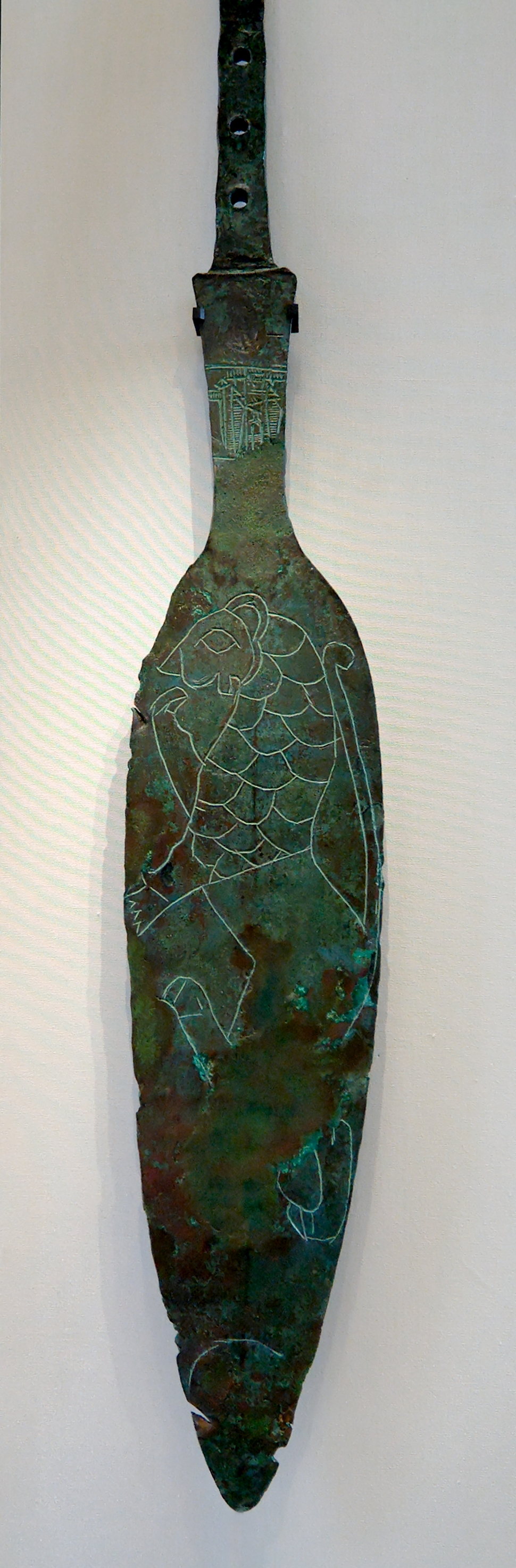
Colossale lancia con l'iscrizione "Lugal, re di Kish. Rame, Proto-Dinastico II, ca. 2600 a.C. Rinvenuta a Tello (antica Girsu).
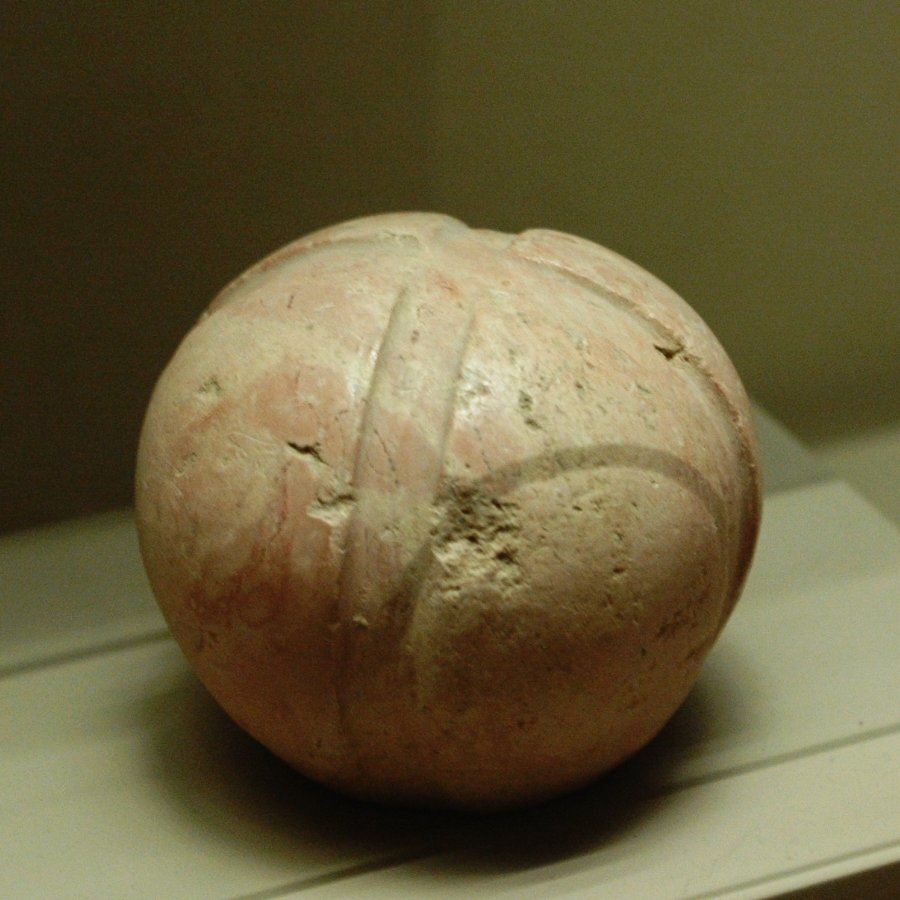
Mazza in marmo, ca. 3500–2900 a.C. (Periodo di Uruk), rinvenuta a Tello (antica Girsu).

## Religione

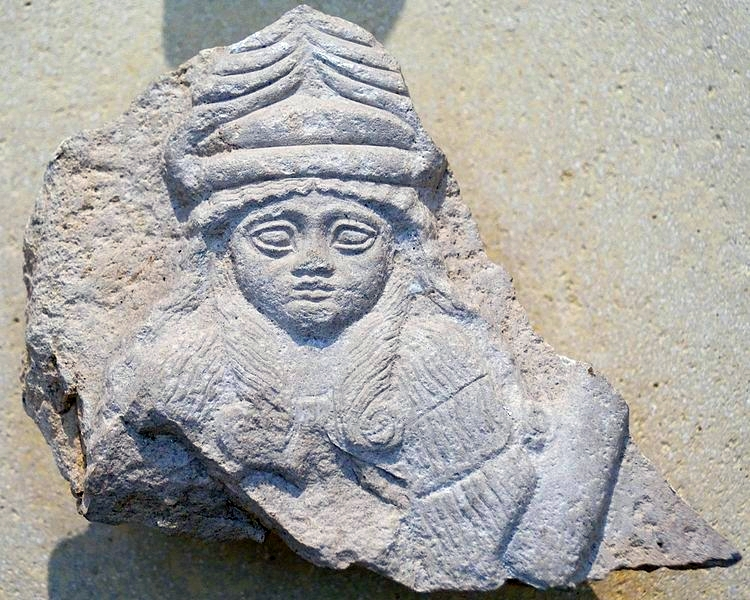
Frammento di stele rappresentante una divinità sumerica, 2120 a.C. Girsu, Tellō (Iraq meridionale)

È difficile parlare di una religione Sumera in quanto tale, siccome i credi e i riti variavano molto nel tempo e nelle distanze, e ogni città aveva il suo intreccio di mitologia e teologia.
Uno delle divinità principali che i Sumeri adoravano era An (An in lingua sumerica, Anum o Anu in accadico), il dio celeste della mitologia mesopotamica. Artefice del creato, deus otiosus, è padre degli dei e sposo della dea Antum. Gli era sacro il numero 60, massima cifra del sistema sessagesimale mesopotamico. An/Anu in lingua accadica vuol dire "colui che appartiene ai cieli".
Nacque insieme con la sua controparte Ki, la Terra, dal Mare primordiale (Nammu), costituendo inizialmente un unico insieme (chiamato montagna cosmica, l'An-Ki). An e Ki furono in seguito separati dal dio Enlil, da essi stessi generato.
Il dio An/Anum presiede l'assemblea degli Anunnaki, ed inoltre compone la triade cosmica insieme agli dei Enlil ed Enki. È anche uno degli Dei creatori, insieme ai precedenti. Il luogo principale del suo culto era l'antichissimo Tempio di An, ad Uruk.
Enlil è il dio dell'atmosfera della mitologia mesopotamica, ed insieme agli dei An/Anum ed Enki/Ea costituisce una triade cosmica. Considerato fra le divinità creatici del cosmo, secondo alcune tradizioni è colui che custodisce le Tavolette dei Destini.
Secondo la tradizione, sua moglie era Ninlil e i suoi figli Ninurta, Ishkur e Sin. Il suo più grande luogo di venerazione era l'Ekur, ossia il Tempio della Montagna, a Nippur. Alcune tradizioni lo ritengono anche custode dei cento me, gli ordinamenti divini iscritti su tavolette; altre le vedono invece originariamente sotto la protezione di Enki, che per errore le cedette ad Inanna, dea dell'aria, o dell'alito del vento, e delle grandi tempeste.
Enki (Sumero: dEN.KI(G)𒂗𒆠) è un dio della mitologia sumera, più tardi conosciuto come Ea in accadico e nella mitologia babilonese. Originariamente era identificato come la divinità protettrice di Eridu, la capitale religiosa dell'antica Mesopotamia. Più tardi l'influenza del suo culto si diffuse in tutta la Mesopotamia, nella regione di Canaan e tra gli Ittiti e gli Hurriti. Era la divinità dei mestieri (gašam), del bene, dell'acqua, del mare, dei laghi (a, aba, ab), della sapienza (gestú, letteralmente "orecchio") e della creazione (Nudimmud: nu, somiglianza, dim mud, generare).
Un vasto numero di miti riguardanti Enki sono stati raccolti da molti siti di scavo, estesi dal sud dell'Iraq fino alla costa orientale. Le sue prime apparizioni possono essere rinvenute in iscrizioni cuneiformi attraverso tutta la regione, risalenti prevalentemente a partire dal terzo millennio dell'era ellenistica. I suoi miti sembrano aver influenzato alcune storie bibliche e coraniche.
L'esatto significato del suo nome è incerto: comunemente viene tradotto come "Signore della terra": il sumerico EN viene tradotto con l'equivalente di Signore, mentre KI è spesso tradotto con terra. Esistono altre teorie riguardante l'attributo ki, indicandone come origine un probabile kig2 che significa pesce (o meglio un tipo di pesce), o kur che significa tumulo sepolcrale. Il nome Ea è probabilmente di origine hurrita mentre altri[3][4] sostengono che probabilmente sia di origine semitica e possa avere una derivazione dalla radice semitica occidentale *hyy la quale significa "vita" ed in questo caso utilizzato per "primavera", "acqua corrente". In sumerico E-A significa "la casa dell'acqua" ed è stato suggerito che questo nome fosse originariamente attribuito al tempio della divinità di Eridu, dio della terra o del sottosuolo.
Veneravano inoltre la dea Inanna (anche Inana; cuneiforme sumerico: , dNIN.AN.NA, forse con il significato di "Signora Cielo"[1], anche dMÚŠ[2] con il significato di "Splendente"; in dialetto emesal: gašan.an.na), la dea sumera della fecondità, della bellezza e dell'amore, inteso come relazione erotica (con l'epiteto di nu.gig, inteso come "ierodula") piuttosto che coniugale [3]; successivamente assimilata alla dea accadica, quindi babilonese e assira, Ištar (anche Eštar). Inanna/Ištar è la più importante divinità femminile mesopotamica[4].
Nella mitologia sumera, Nammu (più propriamente Namma [1]) è la dea sumera della creazione. Se il mito della creazione babilonese Enûma Elish è basato su un mito sumero, come sembrerebbe essere, Nammu/Namma è la dea sumera del mare primordiale che diede vita al paradiso e alla terra e ai primi dei. Lei era probabilmente la prima personificazione della costellazione che più tardi i Babilonesi avrebbero chiamato Tiamat (per i Greci Cetus) e che era opposta ad Apsû, la fresca acqua dell'oceano che i Sumeri credevano giacere sotto la terra, l'acqua che era fonte della vita e fertilità in una regione in cui non vi erano che scarse piogge.
Come Nammu/Namma è la dea delle acque della fertilità, così An è il dio del cielo. Enki è il dio dell'agricoltura che presidiava le acque dell'Apsû. Nammu/Namma e suo figlio Enki crearono l'umanità affinché servissero gli dei.
Le altre divinità, circa seicento, erano suddivise fra dei minori ed oggetti sacri.
Gli dei Sumeri (dingir, plurale dingir-dingir oppure dingir-e-ne) erano generalmente i patroni di particolari città, dove venivano venerati e avevano il loro tempio. La loro importanza religiosa logicamente seguiva le sorti politiche della città, cosicché spesso predominava, anche su tutto il paese, a volte invece era asservita ai voleri del vincitore. Particolarmente temuta era la distruzione del simulacro sacro, o il furto della statua che veniva portata in esilio dal nemico.
Secondo il credo Sumero, gli dei avrebbero creato gli umani dall'argilla, per usarli come servitori (golem). Spesso gli dei esprimevano la loro ira e frustrazione nei terremoti: l'essenza della religione Sumera era sottolineare che tutta l'umanità stava alla mercé degli dei.
I Sumeri credevano che l'universo consistesse in un disco piatto racchiuso in una cupola. L'aldilà significava la discesa in un vile mondo inferiore, per passare l'eternità in una miserabile esistenza come un fantasma (Gidim).
I templi sumeri erano costituiti da una navata centrale con corridoi ai lati. A fianco dei corridoi c'erano le stanze dei sacerdoti, alla fine di uno dei due c'era un palco e una tavola di argilla per i sacrifici animali e vegetali. I granai e i magazzini si trovavano solitamente vicino ai templi. Dopo un certo periodo, i Sumeri cominciarono a piazzare i templi sopra colline artificiali, terrazzate e a più strati: le ziggurat.

## Matematica e geometria
I Sumeri fondarono le basi della matematica, e con questa la geometria e molti teoremi. Calcolavano con operazioni. Il loro sistema di numerazione era in base 60.

## Tecnologia
Le imbarcazioni sumeriche potevano essere composte di canne o di legname; la scarsità di materiale ligneo adatto alla navigazione spinse i Sumeri a utilizzare barche in giunchi, specialmente nei periodi più antichi. In seguito (dalla metà del III millennio) grazie al commercio e all'utilizzo degli alberi presenti sul territorio, si diffusero anche imbarcazioni composte con assi di legno. Dopo la costruzione lo scafo veniva rivestito da uno o più strati di bitume, allo scopo di renderlo impermeabile e di ridurre l'azione di organismi acquatici nocivi. In alcuni casi al posto del bitume si utilizzavano delle pelli animali, opportunamente trattate e disposte sopra i fasci di canne.
L'utilizzo della vela è attestato inizialmente solo per i viaggi marittimi, ma quando le imbarcazioni divennero più resistenti fu possibile installare un albero (singolo o doppio) anche sulle barche fluviali. Normalmente le barche si spostavano grazie a pagaie e a pertiche, utilizzate anche come remi sterzanti.
Avendo le correnti del Tigri e dell'Eufrate lo stesso verso del vento dominante, risalire i fiumi con i normali mezzi nautici era un'impresa quasi impossibile. A tale scopo si diffuse l'alaggio, la pratica secondo cui l'imbarcazione veniva trainata da riva da uomini che utilizzavano delle spesse corde.
Quanto all'aratro mesopotamico (apin), era trainato dai buoi accoppiati in un doppio giogo, era costituito da una robusta punta di legno che permetteva di modificare l'inclinazione dei solco e un imbuto che spargeva direttamente i semi nel solco.

## Eredità culturale
I Sumeri sono probabilmente ricordati principalmente per le loro molteplici invenzioni che ci hanno lasciato in eredità. Molti studiosi ritengono che la prima ruota sia comparsa in queste terre, nata prima sotto forma di tornio da vasaio. La scrittura cuneiforme è la prima di cui abbiamo notizia (con la possibile eccezione dell'ambigua e molto discussa antica scrittura europea), contemporanea, o molto probabilmente antecedente, ai geroglifici egizi di almeno settantacinque anni. I Sumeri furono inoltre fra i primi veri astronomi. Mapparono le stelle in insiemi di costellazioni, molte delle quali sopravvivono nell'attuale zodiaco e conoscevano i cinque pianeti visibili a occhio nudo.
Questa popolazione inventò e sviluppò l'aritmetica elaborando un sistema sessagesimale e dividendo il giorno in 60 secondi, 60 minuti e 24 ore. A proposito del calendario, le conoscenze sumere sul Sole e sulla Luna consentirono a quel popolo di elaborare il primo calendario di cui si ha notizia, un calendario solare e lunare che iniziò a essere usato a Nippur nel 3760 a.C. I sumeri suddividevano l'anno in dodici mesi lunari, come detto in precedenza, corrispondenti a circa 354 giorni e poi aggiungevano undici altri giorni per adeguarlo all'anno solare. Inventarono la carrozza e le formazioni militari e furono i primi ad introdurre una divisione fra fanteria, cavalleria ed arcieri. Crearono inoltre il primo codice di diritto ed un sistema amministrativo completo di tribunali, prigioni e archivi governativi. Molti secoli dopo l'invenzione del cuneiforme, la pratica della scrittura si estese oltre i certificati di pagamento/debito e d'inventario e fu applicata per la prima volta nel 2600 a.C. per messaggi scritti e la consegna della posta, per la storia, le leggende, la matematica, le annotazioni astronomiche ed altre attività, corrispondenti generalmente ai campi di cui si occupavano insegnanti ed allievi. Di conseguenza le prime scuole convenzionali nacquero e si svilupparono sotto gli auspici del tempio principale della città-stato.
Ma ai Sumeri si deve soprattutto l'introduzione di un'agricoltura sistematica nell'antica Mesopotamia. Grano Einkorn e farro, orzo, pecore (all'inizio mufloni) e bovini (all'inizio uri) furono tra le più importanti specie coltivate ed allevate per la prima volta su larga scala.

Queste innovazioni fanno sì che i Sumeri siano considerati tra le culture più creative della preistoria e della storia dell'umanità.

## Architettura
La pianura del Tigri-Eufrate era carente di minerali e alberi e le strutture architettoniche sumere erano quindi costruite con mattoni di argilla, canne, e bitume, senza l'uso di malta o cemento.
Le costruzioni private e pubbliche dovevano apparire di colore bruno scuro e senza finestre (per combattere la calura estiva e per poter difendersi meglio in caso di attacco).
Queste costruzioni si deterioravano facilmente, quindi venivano periodicamente distrutte, livellate e ricostruite nello stesso punto. Questo costante ricostruire, aumentò gradualmente il livello delle città, che finirono per diventare più elevate rispetto alle circostanti pianure. Queste colline che risultavano, sono dette tell e si trovavano spesso nell'antico Medio Oriente.
Le più famose costruzioni sumere, e in generale mesopotamiche, erano le ziqqurat, ampie piattaforme terrazzate, costruite con mattoni e strati di canne, alte fino a sessanta e più metri, e che supportavano una cella templare. La Biblica Torre di Babele rappresenta, con tutta probabilità, la descrizione ideale e letteraria della ziqqurat della città di Babilonia, famosa in tutto il mondo antico, e descritta anche da Erodoto.
I sigilli cilindrici dei sumeri erano di varia tipologia; attestavano il contenuto, il produttore, la zona di provenienza e la quantità delle merci, esattamente come ora il vino italiano d.o.c.; inoltre, dipingono case costruite con le canne, non diversamente da quelle costruite dagli Arabi delle Paludi dell'Iraq meridionale, nello Shatt-al-Arab, fino a tempi recenti.
I templi e i palazzi sumeri, facevano uso di materiali e tecniche più avanzate, come contrafforti, e nicchie, ed erano variamente decorati, a volte con mezze colonne, e mosaico di chiodi d'argilla la cui testa era colorata.
I Sumeri, inoltre, erano molto abili nello scavo e nella utilizzazione dei canali ad uso di irrigazione. Famoso è anche il ricordo del cosiddetto giardino pensile, che nella città di Babilonia avrebbe abbellito il palazzo di Nabucodonosor II: sulle volte di mattoni, massicce e alte, sarebbe stata trasportata una grande quantità di terra su cui coltivare piante e fiori.

### La ziggurat

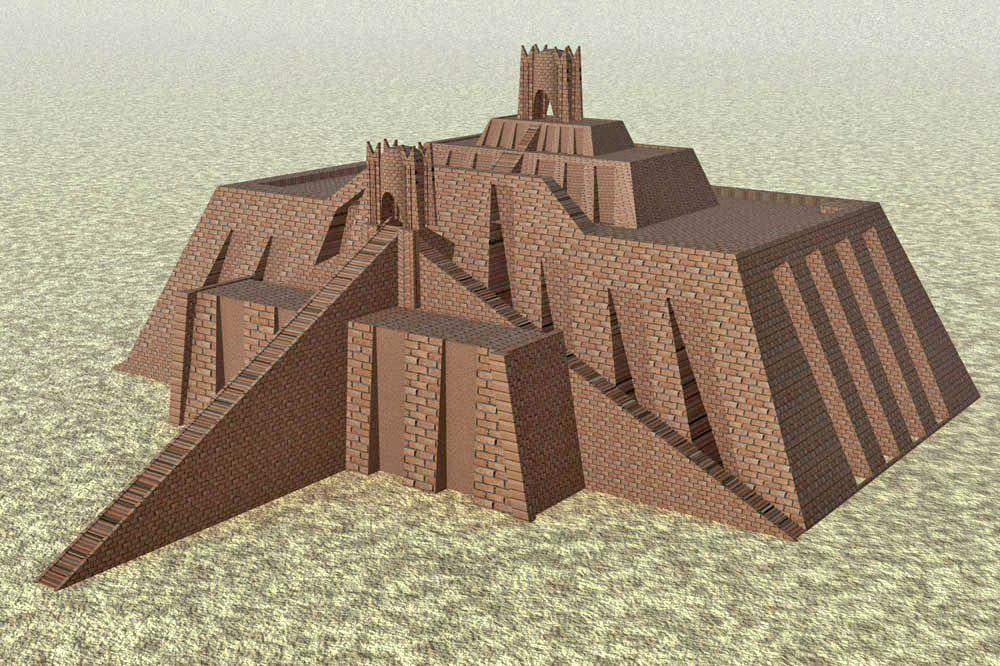
Ziggurat di Ur

In ogni città-stato costruivano una ziggurat (di solito situata al centro della città), la ziggurat era un tempio imponente a forma di piramide a gradoni ed era dedicata a un dio protettore, la sua struttura voleva ricordare una enorme scala che consentiva di avvicinarsi alle divinità del cielo.
In Mesopotamia il terreno era argilloso, ma povero di pietre, allora gli edifici venivano costruiti con dei mattoni composti con un impasto di argilla e acqua, che poi venivano fatti essiccare al sole o al calore di un forno, questi erano tenuti con del bitume e ricoperti di smalto.
La ziggurat era alta 20 metri, in cima si trovava il tempio vero e proprio, sull'altare i sacerdoti celebravano i riti offrendo anche sacrifici alle divinità.
La terrazza sopra il tempio veniva usata come osservatorio astronomico da dove i sacerdoti scrutavano il cielo, studiavano la posizione delle stelle e osservavano il volo degli uccelli con lo scopo di predire il futuro.
Nella parte più bassa dell'edificio si trovavano i magazzini in cui venivano depositate le riserve di cibo, ricavate dai tributi della gente.
Alcuni studiosi ritengono che le ziggurat siano state costruite per il bisogno di mettere al riparo dalle inondazioni sia le scorte di cibo, sia l'altare per i sacrifici agli dei.